# Hermanos Pincheira
Los hermanos Pincheira fueron los líderes de una montonera (guerrilla montada) realista que llevó a cabo también  prácticas de  asaltantes y cuatreros en Chile y Argentina entre 1817 y 1832.
Sus acciones comenzaron durante el desarrollo de la guerra de independencia de Chile, momento en que se formó la montonera, de corte realista (partidaria de la Monarquía católica), para hacer frente a los independentistas. En este período sus acometidas se desarrollaron principalmente durante la llamada Guerra a Muerte, manteniéndose inicialmente operativa la guerrilla en la zona de Chillán y Parral hasta fines de 1822, cuando hizo sentir su presencia al norte del río Maule, particularmente gracias a la insurrección producida contra el gobierno de Santiago. Saquearon con éxito los poblados de Chillán (1820), Linares (1823), San Fernando, Curicó y San Carlos (1824), Parral (1825), entre otros. En 1825 empezaron a realizar saqueos al este de los Andes, principalmente Cuyo, aunque continuaron operando en Chile. Luego de una exitosa ofensiva del ejército chileno a principios de 1827, tuvieron que dedicarse por dos años a saltear las provincias rioplatenses.
Tras el final de las guerras de emancipación hispanas, continuaron la lucha contra los nacientes Estados de Chile y Argentina con el objeto de mantener su organización y estilo de vida al margen de estos dos países. Gracias a las sucesivas guerras intestinas argentinas y la guerra civil chilena (1829-1830), así como también las variadas alianzas con algunas tribus mapuches, les permitieron al grupo ampliar su radio de acción. En el caso de Chile, lograron llegar hasta el río Cachapoal e incluso el río Maipo. Fue esta su época de mayor poder, lograron dominar un territorio que se extendía por la precordillera chilena, el sur de la provincia de Mendoza y las cuencas de los ríos Neuquén y Colorado. Poco tiempo después se produjo el final de la montonera debido a su fricción interna, incitada por el gobierno de Buenos Aires, y la ofensiva militar del ejército chileno que la destruyó definitivamente en la batalla de las lagunas de Epulafquen el 14 de enero de 1832.

Los hermanos Pincheira usaban la Cruz de Borgoña como símbolo de su lealtad a la Monarquía Hispánica.

## Composición
La familia Pincheira estaba compuesta por cuatro hermanos y dos hermanas, nacidos en Chile, todos hijos de Martín Pincheira:
1. Juan Antonio Pincheira (f. 1823);[n 1]
2. Santos Pincheira (f. 1823);
3. Pablo Pincheira (f. 1832);
4. José Antonio Pincheira (1804-1884);
5. Rosa Pincheira;
6. Juana Pincheira.

El mando de la guerrilla siempre estuvo bajo el comando de los hermanos. Estos, a medida que iban muriendo, se sucedían del mayor a menor: inicialmente estuvo al mando el primogénito Antonio, tras morir en combate le sucedió el segundo, Santos, pero a los meses se ahogó vadeando el río Los Sauces, luego vino el tercero, Pablo, pero en 1826 sus hombres se sublevaron y entregaron el mando al menor, José Antonio. Las dos mujeres colaboraron constantemente con sus hermanos, fueron capturadas por tropas chilenas en 1827 y fueron indultadas, desapareciendo de los registros.

## Orígenes

### Primeras guerrillas en Chile
Las primeras montoneras surgieron con la derrota del brigadier Antonio Pareja (1757-1813), en el invierno de 1813. El ejército realista se refugió en Chillán y fue asediado por el general José Miguel Carrera (1785-1821), el clima fue devastador para los soldados patriotas. En esos meses, las tropas de la Junta de Santiago se hicieron con la mayor parte del territorio al sur del Maule a excepción de Chillán y Talcahuano, cometiendo numerosos abusos contra la población sureña -quemar cosechas, saquear pueblos y fusilar prisioneros-, poniéndola del lado realista. Las tropas juntistas tenían autorización para ese comportamiento, iniciado a finales de 1811, cuando hubo un conflicto entre las juntas formadas en Santiago y Concepción. De hecho, la guerra independentista puede considerarse parcialmente un enfrentamiento de las aristocracias de ambas ciudades, apoyadas por los ejércitos de Buenos Aires y Lima respectivamente.
Surgen partidas encabezadas por los terratenientes locales, como el comandante de las milicias chillanejas, coronel Clemente Lantaño (1774-1846), y su hermano Ramón. Inicialmente partidarios de Bernardo O'Higgins (1778-1842) y la junta penquista, cuando Carrera se hizo con el poder se pasaron a la causa monárquica. La élite sureña no quería quedar bajo la hegemonía centralista de los «señoritos» de Santiago. En otros casos, había realistas desde el principio que habían pasado a la clandestinidad por la persecución de la junta penquista, dominada por los llamados "exaltados", uniéndose al ejército de Pareja cuando llegó. Este fue el caso de una familia terrateniente de Concepción: Estaban Alejandro de Urréjola y Peñaloza (1743-1815), alcalde de Concepción entre 1797 y 1808 y padre del coronel Luis de Urréjola Leclerc (1780-1845).
En ambos ejemplos, los hacendados formaron milicias con los inquilinos de sus fundos Cucha-Cucha (Urréjola) y El Roble (Lantaño). La milicia de Lantaño tenía uniforme propio, llamada «Los Lanudos de Lantaño», una unidad de 400 fusileros. El mismo tamaño tuvo la partida guerrillera de Ildefonso Elorreaga (1782-1817), que llegó a servir de vanguardia de Pareja y a ocupar Talca en 1813.
Al inquilino le obligan lazos de lealtad con sus patrones, negarse significa ser expulsado de las tierras y enfrentar con su familiar el vagabundaje, el hambre y quizás la muerte. En la América española gran parte de la propiedad de las tierras de cultivo estaba en manos de poderosos terratenientes -eclesiásticos o laicos- o reservados a comunidades indígenas. Los primeros ejércitos rebeldes se componían principalmente de milicias de campesinos movilizados a la fuerza por sus patrones, a la primera oportunidad se rendían o cambiaban de bando.
Acosando a las fuerzas juntistas que asediaban al ejército regular en Chillán, Lantaño y Urréjola juntaron sus partidas, 1200 hombres con cuatro cañones. El 17 de octubre emboscaron a la columna del coronel O'Higgins en El Roble. La acción acabó en una victoria pírrica de los patriotas. En esa acción destacaron los 200 a 500 partisanos que iniciaron el ataque en la madrugada a las órdenes de Luis de Urréjola y Juan Antonio Olate.
En 1814, cuando Mariano Osorio (1777-1819) avanzó al norte esas guerrillas se sumaron al ejército realista. Sus rangos fueron reconocidos por el militar español pero su sucesor, Casimiro Marcó del Pont (1770-1819), no confiaba en los militares criollos y empezó a desplazarlos del mando, debilitando el apoyo que le daba la élite sureña.
Durante la llamada Guerra de Zapa (1815-1817) partidas de guerrilleros patriotas emprendieron robos y saqueos contra las propiedades de los que consideraban realistas. Algunos como José Miguel Neira (1775-1817), quisieron continuar sus actividades tras Chacabuco, pero las nuevas autoridades independientes lo consideraron inconveniente, finalmente se darán casos como la ejecución del mismo Neira.

### Bandolerismo social
Por otra parte, aprovechando el caos y debilidad institucional surgieron numerosas partidas de bandoleros, muchos de ellos nunca tomaron bando o lo cambiaron constantemente, dedicándose al pillaje. Precisamente estos últimos, los que no eran más que delincuentes que sacaban partidos al caos, hacían daño tanto en territorio patriota como realista.
El fenómeno del bandolerismo era muy frecuente en el Chile rural desde finales del siglo XVIII, cuando se inició un exceso de población flotante (peones) que vagaba permanentemente sin hogar ni trabajo. Se debía en esencia que las haciendas se habían visto superadas por la oferta de mano de obra y la falta de tierras y oportunidades. Aunque la situación de los inquilinos no era mucho mejor -vivían en miseria, subordinación y constante riesgo de ser expulsados por el hacendado-. Estos grupos delictuales brotaron como una epidemia eterna que amenazaba los caminos entre Colchagua y Concepción durante dicha centuria, las regiones de los valles de Colchagua, el Maule y Chillán eran los más afectados, sus montañas ofrecían perfectos escondites inaccesibles en gran número para irse moviendo de uno a otro.

### Sur de Chile después de Chacabuco

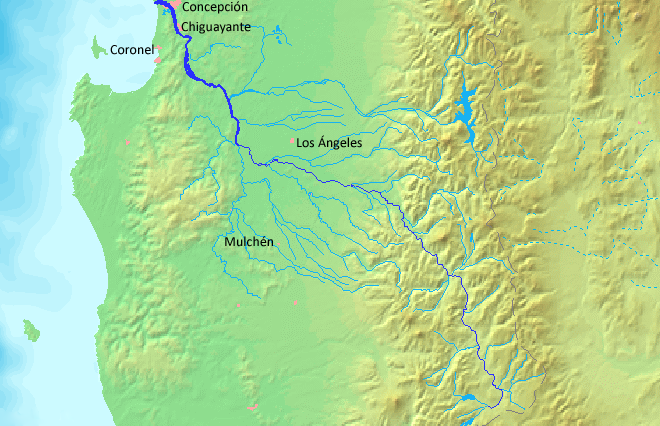
Mapa de la cuenca del Biobío.

Después de la batalla de Chacabuco, el 12 de febrero de 1817, mientras las autoridades independentistas intentaban consolidarse en el centro del país para avanzar hacia el sur, gran parte del territorio nominalmente realista carecía de autoridades, produciéndose un enorme estallido anárquico de violencia social en toda la provincia de Concepción y que no se detuvo hasta la ocupación patriota definitiva en 1819. En esos años cada persona y comunidad debía autodefenderse de asaltantes que en nombre de algún bando buscaban robar sus bienes.
Además, muchos partidarios del rey tomaron las armas por iniciativa propia para defender su causa, uniéndose a los soldados fugitivos en el territorio. Los guerrilleros y comandantes eran muy heterogéneos, se puede encontrar a rico Lantaño, aun resistiendo al avance republicano en 1818, o José María Zapata, anteriormente un arriero del Itata y capataz de la hacienda de Cucha-Cucha. Este último había desembarco cerca de Tomé a mediados de 1817 con Pablo Mendoza y juntos armaron doscientos combatientes. Al igual que ellos, muchos fueron los oficiales realistas que desembarcaron secretamente a lo largo de la costa del Maule y el Itata para entrenar a las partidas irregulares. También estaba Cipriano Palma, que en los alrededores de Chillán fundó una montonera de cien dragones y otros tantos indios. Hábilmente, los líderes realistas refugiados en Talcahuano supieron hacerse con el favor y auxilio de los guerrilleros que pululaban por el centro y sur del país.

Los comandantes de las guerrillas autónomas eran hacendados y jueces territoriales, o bien pequeños propietarios, inquilinos, arrieros, capataces, como también bandoleros de renombre. Los integrantes eran campesinos, soldados, desertores, vagabundos, delincuentes y prisioneros fugados de cárceles y presidios.

Se inicia la Guerra a Muerte, considerada como la única gran insurrección que ha habido en Chile. Sus protagonistas eran los peones sin tierra, hombres que vagaban sin hogar y trabajaban el día por cualquier patrón. Sin autoridad capaz de imponer orden, el descontento de los campesinos pobres estalló, justificándose en la defensa de sus modos de vida y valores tradicionales frente al proyecto ilustrado de los independentistas. Para esto cuentan con el apoyo de las tribus araucanas.

Los Pincheira pueden ser englobados en la resistencia que «los pueblos» hispánicos inician en mayo de 1808 contra la expansión del ideario de la Revolución Francesa y la penetración económica británica llevados de consumo por las burguesías europeas, incluyendo sectores minoritarios en España y América, y tanto por las bayonetas napoleónicas como por el comercio inglés, con su respaldo naviero militar (...).

Por dicho carácter de defensa de la tradición, los usos y costumbres legales, la fe católica y la monarquía, algunos autores han clasificado a este movimiento realista como «protocarlismo criollo». De hecho, en una fecha temprana como 1835, el periodista rioplatense José Rivera Indarte compara a la guerrilla con los movimientos de Carlos María Isidro de Borbón en Navarra y Vizcaya o de Henri de La Rochejaquelein en la Vandea.
Al comienzo de la guerra Santiago carecía de ejército regular, dependía casi exclusivamente de milicias, solo desde 1817 contó con un ejército de línea gracias a la ayuda de Buenos Aires y Mendoza. En cambio, Concepción tenía numerosas milicias controladas directamente por su aristocracia y una guarnición de línea. Por su condición fronteriza la provincia sureña contaba con una amplia tradición militar, la mayoría de las tropas profesionales y el sistema de fuertes del Biobío -muchos gobernadores españoles pasaron allí gran parte de sus gobiernos-. Tal fue su influencia que durante el primer medio siglo de independencia numerosos caudillos pertenecían a sus aristocracias: Bernardo O'Higgins, Ramón Freire, José Joaquín Prieto, Manuel Bulnes, José María de la Cruz, etc.
El 7 de noviembre de 1811, la Junta de Gobierno ordenó un padrón de población, aunque solo el obispado de Concepción (dividido en 33 curatos) entre 1812 y 1813:
| Población de la diócesis de Concepción (publicado en Concepción el 20 de diciembre de 1813) |           |
| Curato                                                                                      | Población |
| Partido de Concepción                                                                       | 17.460    |
| Arauco                                                                                      | 3.537     |
| Colcura                                                                                     | 697       |
| Concepción                                                                                  | 10.512    |
| San Pedro                                                                                   | 495       |
| Talcahuano                                                                                  | 2.219     |
| P. Isla de la Laja                                                                          | 23.581    |
| Los Ángeles                                                                                 | 15.346    |
| Nacimiento                                                                                  | 4.707     |
| San Carlos                                                                                  | 984       |
| Santa Bárbara                                                                               | 1.647     |
| Santa Fe                                                                                    | 897       |
| P. Chillán                                                                                  | 20.941    |
| Chillán                                                                                     | 14.576    |
| Pemuco                                                                                      | 6.365     |
| P. Cauquenes                                                                                | 31.815    |
| Cauquenes                                                                                   | 21.099    |
| Huerta de Maule                                                                             | 10.716    |
| P. Itata                                                                                    | 21.150    |
| Coelemu                                                                                     | 6.897     |
| Ninhue (la mitad)                                                                           | 5.014     |
| Quirihue                                                                                    | 7.034     |
| Ranquil                                                                                     | 2.205     |
| P. Puchacay                                                                                 | 16.283    |
| Florida                                                                                     | 10.374    |
| Hualqui                                                                                     | 2.763     |
| Mochita                                                                                     | 343       |
| Penco                                                                                       | 2.803     |
| P. Linares                                                                                  | 27.119    |
| Linares                                                                                     | 15.066    |
| Parral                                                                                      | 12.053    |
| P. Rere                                                                                     | 19.772    |
| Rere                                                                                        | 7.262     |
| San Cristóbal                                                                               | 220       |
| Santa Juana                                                                                 | 2.380     |
| Talcamávida                                                                                 | 2.724     |
| Tucapel                                                                                     | 2.153     |
| Yumbel                                                                                      | 5.033     |
| P. Valdivia                                                                                 | 13.650    |
| Osorno                                                                                      | 3.316     |
| Valdivia                                                                                    | 10.334    |

### Relaciones con las tribus de la Araucanía
La población araucana se dividía en cuatro grandes butalmapu: el Lafkenmapu de los costinos (entre Nahuelbuta y la costa); el Lelfünmapu de los abajinos o llanistas (en el valle central); el Inapiremapu o Wentemapu de los arribanos (primeros valles de la precordillera) y el Piremapu o Pewenmapu de los pehuenches (interior de la precordillera). Entre los principales soportes de los realistas estaban los arribanos o wenteches, pehuenches, los boroanos y costinos o lafquenches, destacando los dos primeros. Solo los abajinos, también llamados nagches o lelfunches, combaten por el bando patriota. Las guerrillas realistas ganaron su apoyo respetando la autonomía de sus comunidades y los acuerdos logrados en los parlamentos entre caciques y antiguas autoridades coloniales en años anteriores. Claves en ganarse a los caciques fueron los «capitanes de amigos», oficiales encargados de negociar con los indios, muy influyentes; muchos de ellos se instalaban y tenían familias mestizas. Rebeliones campesinas e indígenas de carácter fidelista similares se desarrollaron en la costa caribeña de Venezuela y Colombia, en Pasto (Colombia), con Agustín Agualongo, o en la Sierra peruana, con Antonio Huachaca.
Los patriotas intentaron ganarse el apoyo de las tribus araucanas desde el principio: el 24 de septiembre de 1811 se celebró un parlamento en Concepción, pero solo asistieron los caciques abajinos y algunos costinos que reconocieron a las autoridades juntistas y prometieron apoyo. José de San Martín (1778-1850), en el fuerte San Carlos, el 30 de septiembre de 1816, consiguió que asistieran dos mil pehuenches para conseguir permiso y doscientos guías para cruzar la cordillera con el Ejército de los Andes. En comparación, la alianza entre españoles y tribus araucanas quedó sellada en el parlamento que organizó el brigadier Gabino Gaínza (1753-1829) en Chillán el 3 de febrero de 1814, donde se presentaron los principales líderes de los arribanos, pehuenches, boroanos y costinos.
Arribanos y pehuenches eran estimados en diez mil y veinte mil personas respectivamente, según un estudio de 1805. Los abajinos eran tantos como sus dos enemigos juntos pero debe tenerse en cuenta que los estudios demográficos de la época eran muy imprecisos, sobre todo por la falta de conocimientos sobre el interior del territorio araucano. Los abajinos estaban divididos por las rivalidades entre las familias Colipí de Purén y Coñoepán de Repocura. Liderados por los caciques Lorenzo (1770/1780-1838) y Venancio (1770/1780-1836) respectivamente, los primeros unificaron a los abajinos septentrionales y los segundos a los meridionales.

### Guerra social
Aunque muchos aristócratas se sentían deseosos de una revolución, el populacho se sentían más identificado con la causa realista por la identificación de esta con la religión y la tradición. Ayudó mucho la propaganda de los monárquicos franciscanos en Chillán, Concepción, Talcahuano, La Frontera, Valdivia y Chiloé, y los fuertes vínculos de las dos últimas con el virreinato peruano. También actuaban la defensa de la tradicional autonomía de sus comunidades a nivel municipal, y en el caso de los indígenas, salvaguardar los sistemas jurídicos de protección que les daban la corona frente a las ambiciones de los terratenientes criollos. Las reformas liberales ofrecían abolir los tributos indígenas, pero los araucanos no estaban sometidos a ellos ya que habían formado una especie de «estado libre asociado» mediante los parlamentos -acuerdos que sentían deber respetar, incluyendo defender al monarca- los que habían generado un también un verdadero «fuero militar de la frontera» que beneficiaba a los criollos instalados en la zona. Esto llevó a un mayoritario deseo de la población de La Frontera de mantener el statu quo logrado. Esta causa no se identifica con el nacionalismo de los Estados nación modernos, sino con un sentido de pertenencia de los sujetos a su comunidad local inmediata y esta era un cuerpo intermedio que formaba parte de una entidad mayor, cultural, religiosa y política, conocida como «Imperio Español», «Monarquía Católica» o «Españas».

Paulatinamente, la guerra civil entre monarquistas y republicanos adquiría el perfil de una guerra social entre plebeyos y patricios. (...)
 De una parte, la gente de fortuna respaldaba la causa republicana, mientras un segmento del populacho se sumaba a la guerra, facilitando la causa monárquica. Lo que militarmente podía ser un acierto, tan solo profundizaba un error político, pues se hizo más evidente la identificación del nuevo régimen con el patriciado. Empero, con el apoyo de los terratenientes, el gobierno obtuvo algunas victorias militares.

Una vez que los terratenientes vieron que sus intereses y propiedades no serían amenazados por el nuevo orden republicano abandonaron mayoritariamente la causa legitimista. Aunque no todos, el cabildo chillanejo siguió cooperando por años con los realistas. La aristocracia que ya tenía el monopolio del poder socioeconómico, tras la desaparición de todo el aparato de administración español, había ganado el político sin contrapeso alguno. El coste fue, sin embargo, un derrumbe del orden social rural que solamente a partir de la década de 1830 comenzó a reconstruirse. No debe tenerse una visión simplista de las guerrillas y partidas de bandoleros, su arquetipo no era el del ladrón noble «que roba al rico para dar al pobre», gente de todos los estamentos y condiciones económicas se vieron afectados por el accionar de estos grupos.
Otro grupo importante que se sumó a las filas de las guerrillas fueron los desertores tanto del ejército chileno como las «milicias villanas», cuyas tropas estaban formadas por campesinos reclutados a la fuerza, cuyos sueldos rara vez llegaban a tiempo, con raciones mínimas o inexistentes y en riesgo de morir por una causa que no era la suya. Además, algunas milicias republicanas llegaban incluso a carecer de lanzas y cualquier tipo de armas para darles.  El unirse a los realistas significaba, en cambio, todo lo contrario: seguridad, alimentos y sueldo permanente. No es sorprendente que entre 1819 y 1820 las fuerzas en La Frontera a cargo de Ramón Freire (1787-1851) cayeran de 1500 regulares y otro tanto de irregulares a menos de mil atrincherados y aislados en las ciudades de Concepción, Chillán, Los Ángeles, Santa Juana y Yumbel, impagos, mal armados y propensos a desertar. El campo era totalmente hostil. Recién en 1821 Freire concentrará 1984 combatientes -80 artilleros, 983 fusileros, cazadores y guardias nacionales, 821 húsares, dragones y cívicos y 100 milicianos- en Concepción para lanzar una ofensiva durante el verano no muy exitosa. Para esa expedición contaba con la ayuda de Coñoepán y dos mil lanzas. La mayoría de la atención y recursos del Estado chileno se destinaban a la Expedición Libertadora del Perú, de igual modo con muchos de los apresados y reclutados contra su voluntad. Otra fracción de estos era enviado al sur donde precisamente el gobierno parecía subestimar la amenaza de las guerrillas. El Estado estaba al límite de sus capacidades tanto económicas como militares, endeudándose o exigiendo contribuciones forzosas el gobierno de O'Higgins mantenía más de 6000 hombres entre expedicionarios y contingente naval en el Perú, tres veces los hombres que tenían en la frontera del Biobío luchando contra realistas e indios.
Para 1825 casi todos las guarniciones sureñas habían sufrido la deserción de los soldados reclutados entre el peonaje, llevando a instituir recompensas a quien entregara a los desertores, siendo estos últimos usualmente ejecutados. Solo las levas constantes de «vagabundos y malhechores» pudieron compensar estas bajas. Estas levas forzadas, sumadas a las constantes deserciones y fugas de hombres para evitar la movilización, redujeron a la miseria a numerosas familias de campesinos. Muchas esposas solas perseguidas por las autoridades como sospechosas de colaborar con sus parientes ocultos en los montes.

## Primeras acciones

### Situación después de Maipú
Los hermanos Pincheira comenzaron a hacerse conocidos a partir de 1817. Eran originarios de la zona de Parral, al norte de Chillán. En un principio trabajaron como inquilinos en la hacienda del realista Manuel de Zañartu. Juan Antonio, el mayor, llegó a ser cabo del ejército realista y combatió en la batalla de Maipú, combate decisivo en que el ejército monárquico perdió su capacidad de combatir en grandes batallas campo abierto y la iniciativa bélica.

La guerra con los hombres del rey terminó en los llanos de Maipú en abril de 1818. Ese fue el momento más glorioso para los republicanos, pero también marcó el comienzo de una nueva guerra de la plebe fronteriza, encabezada por el propio Pincheira y engrosada por caudillos de la talla de Vicente Benavides, los hermanos Prieto, el cura Ferrebú, el coronel Francisco Sánchez y el comerciante Manuel Pico. A ellos se sumaron miles de renegados y fugitivos monarquistas, además de poderosos contingentes de mapuches provenientes de las tribus nagche (abajinos), nguluche (arribanos) y lafquenches (costinos), además de los pehuenches, quienes, globalmente, siguieron su estrategia autonomista y aprovecharon la debilidad de los criollos para restablecer su señorío en la frontera.

Después de esa derrota algunos sobrevivientes del ejército realista se dispersaron por los montes del Valle Central, confundiéndose con el campesinado; otros en La Frontera se unieron a las guerrillas existentes o formaron nuevas. Entre estos últimos estuvo Juan Antonio, que volvió a sus tierras y se unió a las correrías de Santos y Pablo, sin dejar de ser un convencido de la causa de la Corona española. Estas ―ya se ha dicho― venían actuando desde la campaña de San Martín contra los bastiones realistas del sur posterior a Chacabuco. Contaban con el apoyo de sectores de la Iglesia católica, muchos hacendados como Clemente Lantaño y del Cabildo de Chillán -motivo por el cual todos sus miembros llegarán a ser acusados de traición por las nuevas autoridades en 1827-. Un fuerte elemento de religiosidad católica estaba siempre presente, llegando a contar en sus escondites con sacerdotes que oficiaban misa. El apoyo de los párrocos locales, como Ángel Gatica de Chillán, Juan de Dios Bulnes de Arauco, Luis José Brañas de Yumbel y Juan Antonio Ferrebú y Escobar de Rere o el obispo de Concepción, Diego Antonio Navarro Martín de Villodres (1759-1832), será vital para el arraigo popular de la guerrilla. Esto permitió ganarse el apoyo de caciques como Mariluán, un arribano que era católico practicante; muchos otros loncos llevaban años enviado a sus hijos a educarse con los franciscanos de Chillán, sacerdotes completamente realistas y de enorme influencia regional.

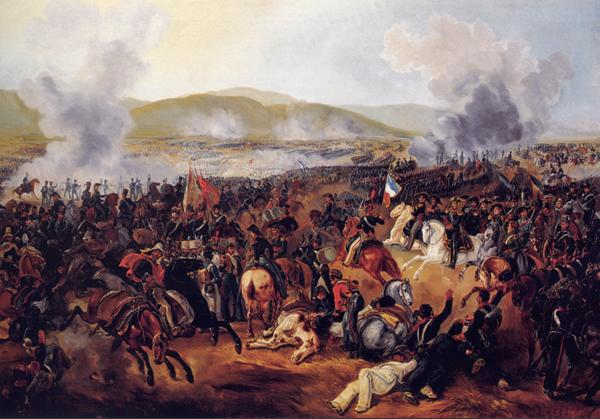
Cuadro de Mauricio Rugendas de la batalla de Maipú.

### Nacimiento de la guerrilla
Su primera acción conocida es un intento de asaltar Chillán el 3 de agosto de 1817 en compañía de Zapata. Poco después, en septiembre, lo volvieron a intentar con el cacique Martín Toriano (o Toriani) -según se decía, era capaz de levantar hasta 4000 lanzas pehuenches y huilliches principalmente, aunque en realidad eran solo la mitad-. Siguieron luego sus acciones en los bosques montañosos parralinos y chillanejos con el apoyo de los indios, españoles y criollos de las cercanías. No todas sus acciones resultaron victoriosas. A finales de octubre, en momentos tenían alrededor de dos centenares de seguidores, sufrieron en un combate más de 40 muertos, 64 prisioneros y 2 fusilados. Poco después su situación empeoraba, 171 sobrevivientes desertaban, dejando por el suelo la cohesión y moral del grupo -la otra gran deserción que vivió la banda fue el abandono de 70 hombres en 1824-. Las autoridades cometieron el error de darlos por finiquitados pero se recuperarían para sorpresa y terror de sus adversarios. No eran los únicos en organizar grandes ataques en esos álgidos tiempos. En venganza por una matanza perpetrada por los republicanos contra indios costinos, dos mil montoneros y guerreros asaltaron Nacimiento y Santa Juana a finales de ese año.
El 18 de septiembre de 1818 Vicente Antonio Bocardo y Santa María, Juan Francisco Mariluán (1736-1836), Juan Mangin Hueno (1790-1862) y 3000 indios atacaron el fuerte de Concepción. Durante esta fase del conflicto surgirán milicias paramilitares que acompañaran a los regulares en sus incursiones, las patrullas volantes cometerán numerosas masacres auspiciadas por el ejército patriota. Estas unidades de contraguerrilla buscaran enfrentar a los realistas con sus propias tácticas, coordinarse con las tropas de línea y efectuar represalias.

### Tamaño de sus fuerzas
La partida irregular de los hermanos iniciara sus acciones con apenas doscientos combatientes, más tarde la banda realista llegara a contar con uno o dos millares de miembros según las fuentes más alcistas en su apogeo, en torno a 1823, una gran tropa aunque principalmente de «vagabundos sin disciplina». Aunque algunos informes llegaran a hablar de diez mil montoneros en torno a 1825, incluido gran número de araucanos, la mayoría de las fuentes coindicen en quinientos a mil efectivos que compensaban su pobre equipamiento con una vasta experiencia militar que les daba disciplina pues muchos habían servido en unidades regulares u otras guerrillas antes.
Los informes de la época hablan de solo algunos pocos centenares de pincheirinos: 200 en octubre de 1817 y nuevamente en diciembre de 1819; 500 en octubre de 1820; 400 en diciembre de 1823 y marzo de 1824; 900 en abril de 1825, pero solo 600 en junio del mismo año; 450 a 500 durante el año siguiente; y finalmente 600 en los últimos días de 1830. Pero testimonios de 1820 dicen que las guerrillas de Zapata y los Pincheira sumaban entre 2000 y 2500 combatientes, de los que 1500 a 2000 seguían a estos últimos. Usualmente las fuentes gubernamentales o del ejército tendían a reducir las cifras para minimizar el poder de este verdadero ejército irregular, dificultando el cálculo de cifras más exactas. Aparentemente otros comandantes, como José María Zapata, Pedro Fuentes, Tomás Godes y el arriero Baeza lideraban partidas propias que se fueron sumando a los hermanos. En ese entonces el levantamiento de campesinos chilenos e indios araucanos controlaba los campos del sur chileno. En efecto, continuamente contingentes de guerrillas ajenas se fueron sumando como los de Benavides, Ferrebú y Senosiaín en el momento en que sus líderes eran capturados o muertos.
Considerando el aporte que siempre daban los indios amigos sus huestes bien podían alcanzar los dos mil efectivos. Es muy probable que la mayoría de los montoneros fueron indígenas pero no excluye el importante aporte de campesinos mestizos del sur chileno. En febrero de 1819, Benavides afirmaba que las tribus de los pehuenches, huilliches, pulchanes, chacaicos, angolinos y araucanos aportaban a los guerrilleros chilenos más de diez millares de lanzas. Un apoyo así de fuerte se debía no solo por el deseo de defender sus tierras y la paz conseguida con la monarquía madrileña, sino también por la expectativa de hurtar armas y ganado.
Otros comandantes guerrilleros importantes fueron: Juan Bautista Espinoza, capitán chileno de los Dragones del Rey; los humildes artesanos Agustín y Francisco Rojas, el primero fue capturado en Las Vegas de Saldías y fusilado, el segundo fue comandante en Talcahuano pero terminó por unirse a los Pincheira para luego desmovilizarse; los hermanos Dionisio y Juan de Dios Seguel, hacendados de Yumbel, en el Laja, quienes armaron una pequeña partida en la primavera de 1819; Manuel Contreras, jefe de una guerrilla de treinta a sesenta hombres que, a pesar de los relatos de historiadores decimonónicos, prohibía a sus seguidores saquear y asesinar a placer, fue muerto en 1820; Gervasio Alarcón, capitán de Zapata a quien lo sucedió tras su muerte, aliado de Benavides; y Manuel Pinuer Molina (1789-1839), oficial valdiviano activo en campaña desde 1813 con el batallón Valdivia, en 1817 fue enviado de Talcahuano a formar una partida guerrilla, consiguió reunir mil indios bajo su mando ―todos lanceros a caballo― causaron terror en la zona de Arauco, se unió a Benavides en el ataque a Concepción en 1820.
La guerrilla pincheirina rara vez concentraba al grueso de sus efectivos, estos usualmente actuaban en partidas autónomas, solo en caso de una gran operación conjunta o resistir una ofensiva del gobierno republicano se juntaban en un mismo lugar. Eran auténticas «guerrillas montadas» que combinaban tácticas irregulares con móviles, aprovechando lo aprendido durante la Guerra de Arauco. Los montoneros, por el pasado de cuatreros que tenía la mayoría, tendían a usar armas blancas como cuchillos, dagas, puñales, sables, espadas, garrotes, hachas y lanzas, y en mucho menor medida armas de fuego, dígase trabucos, fusiles y tercerolas.

Régimen que observarán los comandantes de Guerrilla:
 El objetivo es hostilizar al enemigo y especialmente paralizarle sus marchas. Jamás el guerrillero comprometerá acción; pero continuamente se presentará al enemigo a distancia de una legua o más, donde no pueda ser reconocido, formando polvaredas, despliegues y otros movimientos que llamen la atención y contribuyan a parar su marcha. Todo soldado o sirviente del enemigo que se hallé disperso será fusilado, aunque convendrá hacer algunos prisioneros para hacer noticias (...) Los soldados de guerrillas serán altamente halagados por el comandante, les proporcionará todo socorro de caballos, víveres y cuanto necesitan, sacándolo de donde lo haya. El gobierno por su parte les ofrece todo lo que se quite al enemigo, los terrenos y toda propiedad correspondiente a godos, sin distinción (...) Los comandantes de guerrilla pueden obrar de acuerdo o separadamente y darán de todo parte al gobierno. Jamás se presentarán al enemigo sin dejar acordado el punto de reunión para juntarse en caso de ser dispersados.
 Sargento mayor Gaspar Ruiz al director supremo Bernardo O'Higgins, 13 de julio de 1819, Concepción.

## Guerra a muerte

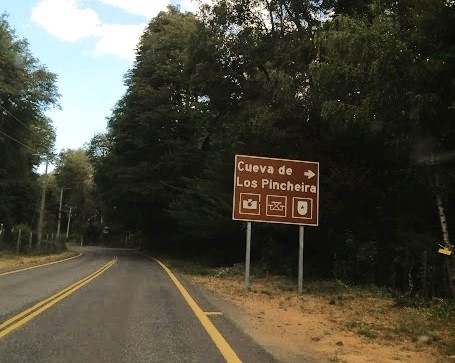
Entrada a la cueva Los Pincheira, comuna de Pinto.

En contra de la historiografía tradicional enseñada en escuelas o las creencias populares, la independencia chilena no fue la lucha entre un «ejército de ocupación» español y «una reacción popular en contra de “las cadenas”». El novelista y diplomático Alberto Blest Gana (1830-1920) en su novela Durante la Reconquista (1897) describirá al roto chileno, armado con su corvo, participando masivamente en la lucha contra la monarquía. Posición muy similar a la asumida por historiadores como Diego Barros Arana (1830-1907) y Francisco Antonio Encina (1874-1965) «que hacen del pueblo nacionalistas activos, mientras que la realidad fue definitivamente otra». La vasta mayoría de los soldados realistas en suelo patrio eran chilenos, seguidos muy de lejos por españoles y peruanos. Unos 30 000 habrían servido en el Ejército Real entre 1813 y 1826, otros 5000 a 8000 desde la caída de Chiloé hasta la rendición de José Antonio. También estaban los contingentes aportados por los caciques araucanos, posiblemente unas 10 000 lanzas. Solo la represión indiscriminada que ejercieron los Talavera durante la Reconquista en la provincia de Santiago puso a los pueblerinos definitivamente del lado de sus patrones insurrectos.
A comienzos del siglo XIX Chile comprendía los valles del Norte Chico, el valle central -núcleo político y económico del país, entre los ríos Aconcagua y Maule- y la zona de fronteriza entre el Maule y el Biobío. Valdivia y Chiloé eran enclaves semiautónomos. La provincia de Concepción fue la zona más afectada por la guerra. Su capital homónima, urbe de larga tradición castrense, se convirtió en un cuartel militar que cambio varias veces de mano. Después de Maipú el ejército regular realista había desaparecido y los sobrevivientes forman guerrillas de campesinos e indios mientras esperan refuerzos del virreinato para armar otra fuerza de línea, fase del conflicto caracterizada por su larga duración y crueldad, al contrario de lo sucedido en el Valle Central, donde dos ejércitos de línea se enfrentaban en campo abierto siguiendo reglas militares, en La Frontera grupos paramilitares y montoneros perpetran saqueos, incendios, robos y emboscadas. La devastación produjo hambrunas feroces que se dieron con mayor intensidad entre 1821 y 1825, cobrando millares de vidas y obligando a masas de campesinos a buscar comida en Concepción y Talcahuano.
El 18 de septiembre de 1819 asaltaron Chillán, pero no consiguieron ocupar la ciudad, defendida por el gobernador Pedro Nolasco Victoriano (1775-1828). Su sucesor en el gobierno de Chillán, coronel Pedro Ramón de Arriagada (1779-1835), cruzó la cordillera con 200 soldados en 1820 y arrasó el campamento de Epulafquen (36°50′40″S 71°01′43″O / -36.84444, -71.02861).
Aunque los historiadores decimonónicos consideraron a los Pincheira como meros bandoleros sin clara afinidad política, argumentando que el caudillo realista Vicente Benavides (1777-1822) no los consideraba sus lugartenientes. Sin embargo, los hermanos se sumaron a varias de sus campañas, incluyendo la última. Uno de los datos que sostienen que era una «guerrilla campesina tradicionalista» y no una simple banda de ladrones fue su reconocimiento, al menos nominal, de la autoridad del coronel Juan Manuel Picó (1784-1824) como sucesor de Benavides. Las bandas del litoral también reconocieron a Picó como su superior. Debe tenerse en cuenta que las guerrillas rurales usualmente usan prácticas de bandidaje.
Benavides acusaba al gobierno de O'Higgins de ser un «yugo importado de los hinchados porteños», en una carta del 1 de febrero de 1821 propuso a Carrera coordinarse para derrocarlo; el caudillo exiliado había combatido junto al líder federal y entrerriano Francisco Ramírez (1786-1821) y era conocido rival de O'Higgins. Carrera murió antes de recibir la carta. Este tipo de alianzas, aparentemente antinaturales, no era extraño: Simón Bolívar (1783-1830) se había aliado con el general realista y absolutista Pedro Antonio Olañeta (1770-1825) contra el virrey liberal José de la Serna (1770-1832), dividiendo y debilitando a los realistas antes de Ayacucho. Ó Carrera, para debilitar a su rival penquista, Juan Martínez de Rozas (1758-1813), había enviado al capitán realista Pablo Asenjo a Valdivia para derrocar a la junta ahí formada el 16 de marzo de 1812, partidaria de Concepción, y permitiendo al puerto fortificado convertirse en una base de operaciones para las futuras invasiones realistas.

### Campañas de Benavides
Benavides logró unificar las partidas que actuaban independientes entre sí en La Frontera entre 1820 y 1821, formando un «ejército semiregular». Inteligente y carismático, supo imponerse entre los otros líderes «había entre ellos generales, hacendados, curas y miles de indios con jefes inteligentes y valientes». Los caciques incluso aportaban más recursos a la causa. Como la burocracia colonial colapso rápidamente en gran parte del continente en las primeras etapas del conflicto, la causa realista quedó a cargo de la fidelidad de algunos funcionarios pero sobre todo dirigentes criollos y jefes de montoneras populares. El virrey del Perú, Joaquín de la Pezuela (1761-1830) apoyo y encargó al caudillo, un antiguo sargento y desertor de los Húsares de la Gran Guardia, para sostener la resistencia armada en las posesiones del sur, enviándole refuerzos y aprovechando el apoyo de los grupos indígenas. Benavides había empezado su carrera como líder guerrillero en 1818 en Curriqueo, pero gracias a la influencia ganada como comandante en jefe y el apoyo de las autoridades realistas, en 1820-1821 había realizado reuniones con los caciques Juan Neculmán, Chinca y los pehuenches de Mendoza y Neuquén. También se había aliado con los Pincheira. También supo incorporar a miles de campesinos chilenos a su causa como combatientes o sostenedores. Hábilmente convirtió las regiones de Arauco y Chillán en los centros de resistencia realista. Benavides controló los territorios fronterizos al sur del río Biobío dividido en tres frentes. Los llanos centrales estaban a cargo de Benavides, el cura de Rere, Juan Antonio Ferrebú, comandó el sector costero y los hermanos Pincheira se dedicaron al área cordillerana.
En la cumbre de su poder, el comandante monárquico podía contar con unos 1751 hombres de las «tropas de línea», entre 2400 y 3000 milicianos y al menos 2000 indios. Sus derrotas en Talcahuano y Concepción significaron el aniquilamiento de sus «regulares» (los hermanos participaron con los suyos de ambas batallas). Para recuperarse se reunió en Yumbel con Mangin, Mariluán y Toriano. Después propuso a Freire un armisticio, pero aprovechó la tregua para reunirse con Picó en Santa Juana y ordenarle arrasar las tierras entre San Pedro y Chillán con 2000 lanzas prestadas por Toriano, quien «llevado de su curiosidad por conocer a Benavides i ofrecerle las lanzas de la Montaña contra los huincas de los Llanos». Debía unirse con Zapata en Nacimiento y con Bocardo en Yumbel.

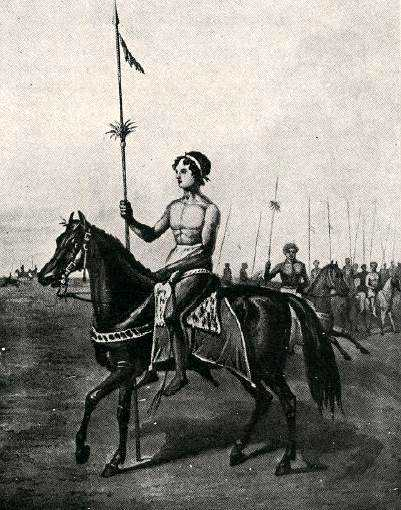
Guerrero mapuche a caballo y armado con lanza.

Anteriormente, a principios de octubre, Zapata estaba a orillas del Itata, su tierra natal, habiendo reunido 1500 hombres por «la licencia desenfrenada que permitía a sus tropas, otorgándosela más amplia a sí mismo, hacia qué día por día viniesen a reunírsele todos los parciales del rey y del robo por aquella parte». Poco después avanzaba todavía más hacia el norte, llegando hasta San Carlos y Parral hasta que lo forzaron a retroceder. En ese entonces las fuerzas de la zona capitaneadas por el comandante Viel eran menos de mil hombres. Al final, un 27 de noviembre de 1820 ―exactamente el mismo día que la hueste de Benavides era expulsada de Concepción― había retrocedido a la comarca de Chillán, ciudad que amenazaba con su banda reforzada por «la turba de montoneros y malhechores que en número de más de mil se habían incorporado al escuadrón aguerrido de Zapata» pero fue vencido por Arriagada en Cocharcas. Se salvó él y su segundo Alarcón por sus buenos caballos. Murieron 200 realistas en el combate e igual número ―o mayor― se ahogó intentando escapar cruzando el río Ñuble. Los patriotas tuvieron apenas 10 muertos. Freire solicitó como refuerzos milicianos del Itata y Cauquenes pero Prieto se los negó. El resultado de la ofensiva fue el incendio de San Pedro, Santa Juana, Nacimiento, Talcamávida, San Carlos de Purén, Santa Bárbara, Yumbel y Tucapel Nuevo pero fracasaron en su intento de devastar Chillán el 24 de diciembre de 1820. Durante el combate, Zapata ―montado a caballo y armado con una lanza― recibió un balazo que le llevó a la muerte.
En esos momentos las fuerzas de Freire en la provincia de Concepción bordeaban el millar de hombres. Benavides logró reorganizar nuevamente sus fuerzas, organizando 3000 a 4000 irregulares e indios y cruzando el Biobío el 20 de septiembre -exactamente en esa misma fecha Benavides había cruzado ese río en sus ofensivas de 1819 y 1820- pero fue vencido definitivamente en las Vegas de Saldías el 10 de octubre. Los jefes realistas quisieron reorganizar sus montoneras, pero dos días después la noticia de la batalla llegan a Concepción. Los patriotas organizan una serie de expediciones para recuperar el fuerte de Arauco -destruido por su propia guarnición para evitar su caída en manos republicanas- y perseguir sin descanso a los vencidos. En esas incursiones, a inicios de noviembre, se da muerte al capitán español Mariano Ferrebú, hermano del famoso sacerdote guerrillero. Además, los oficiales peninsulares desconocieron al criollo vencido y quisieron para ellos el mando de las partidas guerrilleras. Era parte de las tradicionales rivalidades entre criollos y peninsulares que se veían en los campamentos realistas desde el inicio de las guerras de independencia en el continente. Traicionado, Benavides ofreció a Prieto cambiarse de bando pero cuando entendió que no conseguiría nada huyó a Perú, en la fuga fue capturado. Tras la caída del caudillo, las partidas volvieron a la situación anterior, autónomas pero colaborando entre sí, aunque sin manifestar el poder bélico logrado bajo la dirección de Benavides. Estas debieron refugiarse al sur del Biobío o en la zona cordillerana de Chillán, sus tradicionales bastiones, bajo la dirección de españoles como Picó, Bocardo, Ferrebú y Senosaín o criollos como los Pincheira o Carrero. Los jefes guerrilleros contaban con muy pocos soldados, recursos y armas como parar armar ejércitos por su cuenta, así que movilizaron a los caciques aliados y la composición de sus huestes se volvió principalmente de guerreros araucanos. Los patriotas también empezaron a enrolar un mayor número de indios. Se multiplican los enfrentamientos entre indios.
En 1821 Lantaño se une a los patriotas y es enviado a negociar la rendición de Chiloé con su gobernador, el cántabro Antonio de Quintanilla (1787-1863), pero fracaso. Llegaron informes que el cántabro planeaba invadir Valdivia desde el sur. El gobernador de la urbe, Cayetano Letelier, prepara defensas y envía el grueso de sus hombres a Osorno, provocando una revuelta de los monárquicos locales y tardo semanas en sofocarla.
El 23 de febrero de 1822, Benavides fue capturado mientras intentaba escapar a Perú por mar, fue fusilado en Santiago y su cuerpo descuartizado. Freire creía que la guerra estaba acabada, pero como esperaba Prieto, las guerrillas volverían a la ofensiva con nuevos aires. En respuesta, los Pincheira asolaban Parral y San Carlos en mayo, en octubre Ferrebú y el sargento mayor Antonio Carrero reunían 800 costinos y atacaban los fuertes de Arauco, Colcura y San Pedro sin éxito.

### Campañas después de Benavides
El 26 de abril de 1823 Juan Antonio Pincheira atacó Linares con cien bandidos, aprovechándose de la debilidad del gobierno central, más preocupado de la crisis política entre conservadores y liberales, asesinando al gobernador Dionisio Sotomayor y secuestrando a su bella hija Clara pero al retornar con el botín logrado, el capitán José Santos Astete lo sorprendió con 350 soldados cerca de Alico, matando a Juan Antonio, Clara no fue rescatada y fue desposada por otro bandolero. Le sucedió su hermano Santos, pero pocos meses después este murió ahogado al intentar cruzar el río Los Sauces cuando buscaba refugio con los pehuenches. A fines de año se encomendó a Lantaño marchar contra la banda. Al mando de un millar de soldados, se desprendió de 200 que envió a Antuco y subiendo por el río Laja para atacar Pichachén, Lantaño mismo intento atravesar el Boquete de Alico, pero cuanto más avanzaba su tropa más devastación encontraba, los realistas retrocedieron con una táctica de tierra quemada. Por otro lado, le era imposible recibir refuerzos, el cura Ferrebú y sus indios estaban más activos. Los Pincheira, en cambio, se hacían más fuertes, sumando constantemente nuevos reclutas. Al final, Lantaño no pudo llegar a Epulafquen y tuvo que contentarse guarneciendo la cordillera de Ñuble. El gobierno independiente empezó a lanzar más ofensivas con el objetivo de acabar con las cada vez más debilitadas guerrillas, logrando someter el territorio huilliche en 1823 y se forzaba al cacique Mariluán a escribir correspondencia para negociar la paz con las autoridades republicanas en agosto de 1824.
El cura Ferrebú es capturado en Laraquete el 30 de agosto y fusilado en Colcura el 2 de septiembre. Su segundo al mando, el capitán español Juan Sánchez, había muerto en el combate de La Albarrada, el 11 de abril de ese año. Algunos realistas intentaron rescatar al sacerdote dirigidos por Candelario Cruz, pero al enterarse de su ejecución durante el camino abandonaron el intento. El 19 de diciembre Cruz era vencido en el combate de Cayucupil o Purén. Los 25 sobrevivientes se unieron a los Pincheira. Finalmente, en combate cae el coronel Picó, sucesor de Benavides al mando de las guerrillas, el 29 de octubre en Bureo. Al momento de su muerte Picó contaba con 400 «cristianos» y 1200 lanzas que todavía podía juntar Mariluán. También intentaba convencer de desertar a Bocardo y otros oficiales españoles hechos patriotas aprovechando de la debilidad del ejército republicano, con muy pocos hombres ya que muchos seguían en Perú. Picó estaba acampado en Bureo y Mulchén.
Ante la muerte de ambos cabecillas realistas por traición de sus antiguos compañeros los loncos se mostraron más renuentes a confiar nuevamente en ellos, llevándolos a negociar, incluido a Mariluán. El 10 de enero de 1825 se convocaba un parlamento para lograr la paz con los mapuches. A la última guerrilla fidelista terminaron por unirse numerosos perseguidos por O'Higgins, sospechosos de ser monárquicos. Por su parte, en marzo de 1824 Pablo Pincheira, aprovechando su conocimiento de las faldas cordilleranas, avanzó sobre la región sur del Maule y la devasto a conciencia. Nuevamente en acción al año siguiente, atacó Parral en la mañana del 27 de noviembre con una fuerza de más de 400 hombres, pero fue rechazado por la guarnición de 70 soldados mandados por el capitán Agustín Casanueva. No obstante, tras retirarse del sitio, un destacamento de 60 dragones al mando del teniente coronel Manuel Jordán Valdivieso (1798-1825) les salió a cerrar osadamente el paso cerca de Longaví. Al observar Pincheira que era solo un pequeño cuerpo, le hizo frente con éxito ese mismo día en la tarde, matando a Jordán y a 51 de sus dragones en un sangriento combate que luego generó gran alarma en los poblados al sur del río Cachapoal.
Los Pincheira asaltaban, saqueaban y raptaban mujeres a cambio de recompensa, como fue el caso de Trinidad Salcedo, por cuya libertad exigieron «una carga de vino, dos cargas de harina y 200 pesos en Plata» (según consta en el archivo del Ministerio de Guerra). Trinidad, de 16 años, era hermana de Francisco Salcedo, dueño de la hacienda «El Astillero», ubicada en la precordillera de Talca. La muchacha fue secuestrada con otras mujeres tras el ataque de los Pincheiras y pehuenches a la hacienda en que murieron muchos inquilinos y el ganado fue robado, pero consiguió escapar de sus captores tras sufrir varios abusos. Encontrada por un arriero terminó por recluirse en el Convento de las Trinitarias de Concepción, corría febrero del año de 1826. Posteriormente el coronel José María Benavente (1785-1833) organizó una expedición de caballería que consiguió rescatar a numerosas cautivas. Posteriormente en 1850 el periodista y político Benjamín Vicuña Mackenna (1831-1886) entrevistó a Trinidad en su claustro. Cinco años antes Juan Mauricio Rugendas (1802-1858) había pintado un cuadro llamado El rapto de Doña Trinidad Salcedo, inspirado en el famoso episodio. Algunos cuentos locales dicen que se casó con el menor de los Pincheira, y que negoció con el gobernador de Curicó Isidro de la Peña en 1832 la rendición de la banda, cruzando la cordillera con algunos acompañantes por un boquete que se llamaría Paso de las Damas.

## Alianza con los pehuenches

### Refugios pincheirinos
Desde 1822, los pincheirinos hicieron alianzas con los caciques pehuenches, como Juan Neculmán, El Mulato, Canumilla y Martín Toriano -mientras, Luis Melipán era su enemigo-, recibiendo permiso para instalar campamentos a ambos lados de la cordillera de los Andes y utilizando su territorio como base de operaciones a cambio de una parte menor del botín. También les cedieron sus guerreros para los malones, las autoridades mendocinas hablaban de 2000. Los pehuenches pudieron sumar unos 10 000 según los padrones de la época, aunque estudios modernos estiman 15 000.
Por entonces, sus principales campamentos estaban en los alrededores de Chillán. La llamada Cueva de los Pincheira, cerca de la Laguna Huemul, lugar donde se refugiaron hasta un millar de personas; En Los Maitenes, cerca de Limache y Curicó, pudiendo atacar hasta el río Cachapoal. Cerca de la cordillera a «Roble Huacho» o «Guacho», fundó ubicado en medio de un tupido bosque sobre el río Ñuble (en su orilla izquierda y enfrente de la desembocadura del arroyo Chure), propiedad del anciano realista Manuel Vallejo, posiblemente padre de un alférez del mismo nombre que se había unido a la guerrilla, y al parecer refugio preferido de Juan Antonio hasta su muerte. En territorio nominalmente rioplatense, se instalaron en los valles de Varvarco, en el asentamiento de «Matancilla», ubicado a 6 km al norte del anterior―, en las lagunas de Epulafquen que llegaron a establecer un fortín, ya que a través del paso cordillerano «Boquete de Alico» se podía pasar rápidamente a Roble Huacho y se ubicaron en la zona del arroyo Malal Caballo ―afluente izquierdo del curso superior del río Neuquén― en donde tenían los asentamientos de «Butalón» ubicado en la orilla norte de aquel arroyo y a 7 km de su desembocadura, el de «Raja Palos» y el de «Guañacos», todos del actual territorio noroccidental neuquino, alcanzando por el sur al río Agrio. En territorio nominal mendocino también tenían un asentamiento llamado «Atuel» o «Latué», que se ubicaba en las juntas del homónimo y el río Salado, cerca de Malargüe, zona donde estaban los llamados «Castillos de Pincheira», terreno rocoso que les sirvió de refugio. Otros asentamientos menores estuvieron en el norte de Neuquén (Colomichicó), al sur de Mendoza (Jirones, Payén Matru y El Manzanillo) y en La Pampa (Chical Có, Limay, Mahuida y Chadileo o «Isla de los Pincheira»).
Las aldeas en los valles entre Varvarco y Epulafquen sumaban un total de 6000 habitantes entre cautivos, desertores, bandoleros, perseguidos políticos e indios amigos. De todos los refugios de estos «montoneros fronterizos», fueron los más seguros y estables gracias a sus defensas naturales y la fertilidad de sus valles. Permitirían a los hermanos y seguidores continuar operando una vez que Prieto consiguiera la aparente pacificación de la provincia de Concepción, trasladando sus operaciones a las pampas trasandinas, llegando a malonear puntos tan lejanos como Carmen de Patagones y Bahía Blanca. Por muchos años seguirían siendo los núcleos con un tipo de vida autónomo, adaptado a su medio y circunstancias históricas; refugios de desertores y perseguidos por razones políticas o delictivas y zona de recepción de cautivos. Epulafquen fue la última base pincheirina y al momento de su destrucción, en 1832, vivían más de dos a tres mil personas. Varvarco fue su principal base en el oriente, fundada en 1825 y destruida dos años después, según el fraile José Javier de Guzmán y Lecaros (1754-1847), tenía más de dos mil habitantes. Era una verdadera villa bien organizada. La poblaban familiares enteras con un cura que oficiaba misa y una economía basada en el pillaje. Por sus dimensiones era enorme, superando aun a «Quilapalo», el principal campamento de Benavides, ubicado cerca de las actuales Huinquén y Quilaco, al oriente de Santa Bárbara y al sur del río Biobío, que al momento de rendirse Bocardo el 27 de marzo de 1822 se encontraron tres a cuatro mil personas, es decir, más de seiscientas o setecientas familias. Cuando Bocardo se rindió le quedaban solo los húsares de la muerte, que no eran «sino una turba de campesinos, imberbes o ancianos los más» reclutados usualmente a la fuerza entre los emigrados y pésimamente armados.
En comparación, hacia 1810 Santiago tenía treinta mil habitantes y Concepción, Talca y La Serena no pasaban de los seis mil. Diez años después la capital de Chile alcanzaba los cuarenta o cuarenta y cinco mil, veinte años después llegaba a sesenta y cinco millares de residentes. Buenos Aires, por otra parte, llegaba a cincuenta y cinco mil pobladores en 1820.
Su presencia fue detectada por las autoridades chilenas y rioplatenses cuando Victoriano cruzó la cordillera con 600 lanzas y 22 guerrilleros de Picó para hacer un malón. Tomó algunos prisioneros pero Miguel Miranda y otros pudieron escapar a Luján e informar de las posiciones guerrilleras.

### Los emigrados
Una región preferida como refugio de los realistas era conocida como «La Montaña de Chillán», que desde 1818 empezó a recibir realistas y forajidos en número de tres o cuatro mil, alta cifra «aunque menor al de los emigrados de ultra-Bíobío». Todos venían de los valles desde Talca a Chillán, «familias de los Partidos de ultra-Maule», «tanto de los honrados y sinceros como de los forajidos que poblaban los campos i las villas». La preferían por sus hondos, estrechos y habitables valles. Estos «emigrados» eran el más cercano e incondicional apoyo de la guerrilla. Este flujo constante de desplazados terminara por sumarse masivamente a los hermanos. Se decía que «La Montaña enviaba por cada hombre que caía en las filas o era ajusticiado, diez veces mayor número de (realistas) vengadores».

La Montaña fue una gran guarida de salteadores y de montoneros, que se sentían alentados en su acción por la presencia allí de los llamados «emigrados de la montaña», más de cuatro mil personas pertenecientes a familias de hacendados de la región que se obstinaban en no reconocer el nuevo estado de cosas y no perdían la esperanza de ver restablecido al antiguo régimen.

También estaba el escondite del hacendado chillanejo Pablo San Martín en las quebradas del Diguillin. Descrito como un hombre físicamente muy gordo, bondadoso y sinceramente realista, llegó a liderar una aldea de mil seguidores secundado por el penquista Camilo Lermanda. Sus partidas se enfrentaron repetidamente a Victoriano en enero de 1820, destacando en las acciones el guerrillero Francisco el Macheteado Rodríguez. Al parecer nunca se llevó bien con los Pincheira, según Vicuña Mackenna por considerarlos demasiado sanguinarios. Enemistado con Picó y Bocardo, llegó a informar a Prieto sobre los planes del primero para atacar Chillán en 1821, contribuyendo solo a la deserción de varios bandoleros, como Alejo Lagos, activo en el Itata desde 1819. A pesar de las deserciones y las campañas de Prieto, la comarca chillaneja aun era considerada «eternamente goda».
El número de los emigrados «ultra-Biobío» no era menor. A comienzos de 1819 un ejército republicano de 3000 hombres capitaneado por Antonio González Balcarce (1774-1819) avanzó sobre Chillán, Concepción, Talcahuano y el resto de la comarca, lo que provocó la retirada de los últimos 2000 combatientes realistas que quedaban en la provincia de Concepción al sur del Biobío, buscando refugio en Valdivia. En la capital provincial se le sumaron «no menos de seis mil de sus vecinos», incluyendo las octogenarias monjas de la Trinidad, para refugiarse en Los Ángeles; desde esa ciudad «otros dos mil» refugiados cruzaron el río, acamparon en San Pedro y se asilaron en Arauco, Tucapel y toda la costa hasta Valdivia; sucesos similares sucedían en Yumbel, Los Ángeles, Santa Bárbara y otras plazas fronterizas.
De aquellos que permanecieron en Los Ángeles, la mayoría no se quedó mucho ahí; para cuando se produjo el combate de Tarpellanca, en la localidad vivían menos de 1000 civiles. Estos civiles, tras la batalla fueron llevados al sur de La Frontera. De la marea humana que siguió a Sánchez muchos se instalaron en Valdivia.
Se estimaban en cinco mil las «familias cristianas» en territorio araucano, instalándose en Quilapalo bajo la protección de Vicente Bocardo y Vicente de Elizondo, en el estero de Pile con la ayuda del lenguaraz Rafa Burgos para protegerse de los indios y en el río Bureo con permiso de Mariluán. Ocultos en los bosques australes constituyeron una «población nómade y aguerrida», no menor a las 10 000 almas «según un cálculo prudente», instaladas al sur del Biobío y sus afluentes. Concepción había quedado desierta. O'Higgins ya se había llevado, con mucha reticencia, 4000 personas al retirarse al norte a finales de 1817 siguiendo su política de tierra quemada ante el avance de Osorio. Pero esa gente, al contrario de los que siguieron a los realistas según Vicuña Mackenna, «encontraron un asilo en la noble y probada fraternidad de Santiago». Ya fuera por negociaciones o por las armas, las autoridades nuevas querían que esos migrantes volvieran a repoblar la provincia penquista, cuyas comarcas antes pobladas y ricas estaban por entonces prácticamente desiertas. A esto se deberán las campañas de Bulnes en 1822, donde afirmaba haber «rescatado» 20 000 personas cautivas en Quilapalo, Mulchén y el estero de Pile. Todos estos eran escondites de los guerrilleros y sus familias, pero es cierto que allí también había gran cantidad de cautivos, principalmente mujeres y niños capturados durante los ataques a haciendas y villas, integrados después al orden social de esos refugios.
Muchas veces la guerrilla se trasladó de escenario y con ella grandes contingentes de población. Por ejemplo, debido a la presión que ejercían las fuerzas del Estado chileno sobre los realistas a mediados de la década los habitantes de «La Montaña» y otros escondites habían buscado refugio al otro lado de los Andes. Con los años algunos refugiados volverían al norte y llegarían al sur otros nuevos, pero solo con la lenta bajaba de la intensidad del conflicto, a partir de finales de los años 1820, el grueso de los refugiados volverán a sus hogares. Ambos grupos de emigrados amenazaban al unísono Chillán, Los Ángeles y Concepción.

Un viajero que visitó a Concepción, la capital de las fronteras, a mediados de 1820, cuando las furias desencadenadas de la guerra se agitaban con vertiginoso frenesí, compárala a las ruinas de Palmira. Los soldados de aquende el Maule que la habían conquistado acampaban en sus calles y dentro de los muros de sus incendiados caseríos. Pero ¿dónde estaban sus legítimos y antiguos moradores? Unos pocos (apenas cuatro mil en toda la provincia) habían seguido al general O’Higgins en su retirada de 1818; pero la totalidad había huido a las montañas, a las cordilleras, a las tolderías de los gentiles. El empecinamiento de la fidelidad improvisó ciudades en el centro de los bosques y levantó claustros en medio de las relaciones de bárbaros idólatras.

### Revuelta de Antical
En 1825 se produjo un conflicto interno entre los pehuenches de Malalhue (o Malal Hué) que resultó en la muerte del cacique gobernador Ñeicún, siendo suplantado por Antical, uno de los vencedores, con el apoyo del gobierno mendocino. Los derrotados al mando de Llanca Milla, solicitaron el auxilio de caciques de Chile, quienes enviaron fuerzas junto con 200 soldados al mando del oficial pincheirino Julián Hermosilla, logrando derrotar a Antical. El oficial reunió su tropa con los indios concentrados a orillas del arroyo de Mocum (río Agrio). La hueste de los caciques Toriano, Neculmán, Pavalaf, Yanquetrúz y Anteñir sumaba unas 5000 lanzas. Juntos tomaron las tolderías de Malal Hué y mataran a Antical. Durante esa campaña los caciques pincheirinos ofrecerán clemencia a los pehuenches de Antical si se presentaba sin armas a su campamento, pero cuando lo hagan les masacraran sin piedad. Más de un millar de pehuenches hombres, mujeres, niños y ancianos son asesinados. También se produjo un ataque exitoso en Parral. Ese año el gobierno chileno comisionó al capitán Barnechea para intentar convencer a los Pincheira de que se integraran al Ejército de Chile, además de ofrecer un tratado de paz a los jefes pehuenches. Estos caciques se reunieron en Cayanta y decidieron aceptar la propuesta, pero solo la cumplieron los caciques Manquel (del Reñi Leuvú) y Lancamilla (de Malargüe), Caripil (del Nahueve) se mantuvo neutral y Neculmán siguió aliado a los Pincheira. Este último fue el más fiel e importante aliado de los hermanos, participó en malones en 1829 cerca de Carmen de Patagones y en el sur de Mendoza, desde Aguanta a Chacay. Murió en 1832 enfrentando a las tropas de Bulnes.

## Expulsión a las pampas
El proceso de araucanización de las pampas se refiere a la inmigración masiva de tribus araucanas al oriente de los Andes. Ahí conquistan y se mestizan con los indios locales, especialmente puelches y tehuelches. 
Comenzaron en el siglo XVIII como expediciones estacionales de abigeato conocidas como malones en la frontera sur del Río de la Plata, especialmente Cuyo, realizadas especialmente por huilliches y abajinos (también llamados llaneros). El primer gran grupo que se instaló permanentemente fue uno de huilliches procedentes de Valdivia en las Grandes Salinas, cerca de 1810. El auge de estas migraciones se da desde partir de 1818. La guerra civil había debilitado las defensas rioplatenses y estos es aprovechado por los ranqueles (mezcla de puelches, tehuelches y pehuenches) para iniciar un período de constantes malones. Pronto se suman contingentes de araucanos y algunos se involucran en la política local (como los 2000 conas que en 1821 apoyaron al exiliado chileno Carrera). Algunos grupos empiezan a instalarse permanentemente debido a la violencia de la guerra a muerte que se vive en la Araucanía, especialmente entre 1819 y 1824 o 1817 y 1823. El más numeroso son los vorogas, quienes empiezan a cruzar los Andes en 1819 y se pasan los siguientes seis años en conflictos con Buenos Aires. Eran seis a siete mil personas, aunque algunos hablan de trece a quince millares. Incluían 1500 a 3000 lanzas, aunque probablemente fueran alrededor de dos mil.
Esto significó una gran presión demográfica sobre las tribus pampinas, desatando una feroz lucha por las tierras de pastoreo e intensificando los malones. Esas guerras intertribales costaron la vida de millares de indios «de lanza» y «de chusma». A los vorogas se les unieron después grupos de pehuenches y los Pincheiras y sus enemigos, los abajinos de Coñoepán.

### Campaña de Borgoño
Entre 1825 y 1827 las guerrillas pincheirinas lanzaron varias incursiones con ayuda del toqui Mariluán y el teniente coronel vizcaíno Miguel de Senosiaín y Ochotorena, quien mandaba al escuadrón Guías y era apoyado por «los emigrados de la costa», pero desde 1826 sufrieron contraataques del ejército chileno. En febrero de ese año, el capitán Pedro Barnechea atacó con dos columnas a Senosiaín al norte de Neuquén pero tuvo que retroceder porque las partidas pincheirinas se unieron para enfrentarlo. El vizcaíno había concentrado un centenar de guerrilleros en Vilucura con los hermanos Francisco y Tiburcio Sánchez, el chilote Melchor Mansilla (que murió poco después, ahogado en el Biobío al volver de un malón) y Manuel Ascencio (rival de Senosiaín y nombrado por Picó comandante de la costa tras morir Ferrebú). Fueron a apoyar a Mariluán, quien sufría de las incursiones de Barnechea en sus tierras. Anteriormente Senosiaín y Ascencio había tenido problemas con el cacique pero no podían combatir sin su ayuda. El 11 de septiembre en los Toldos Viejos setecientos indios al mando del cacique Mulato y los fusileros del español Tomás Godé vencieron al teniente coronel Andrés Morel.
Tras esto se preparó una poderosa fuerza expedicionaria al mando del brigadier José Manuel Borgoño (1792-1848), más de dos millares de soldados, para cruzar la cordillera a Neuquén y cazar a los pincheirinos -300 guerrilleros armados con fusiles y carabinas y 1500 a 2000 lanceros pehuenches-. Por orden del presidente chileno Agustín de Eyzaguirre (1768-1837), el 27 de octubre iniciaron operaciones divididas en:
- La primera columna partió de Talca atravesando la cordillera por Barrancas con 540 soldados al mando del coronel Jorge Beauchef (1787-1840).
- La segunda columna partió de Chillán a través de Epulafquen con 291 soldados al mando del coronel Manuel Bulnes (1799-1866).
- La tercera columna partió de Los Ángeles por el paso Pichachén con 322 soldados al mando del coronel Antonio Carrero (realista que había cambiado de bando y en 1824 participado como sargento mayor en una expedición contra los hermanos).[255]
- La reserva con 1157 soldados al mando de Borgoño partió de Chillán rumbo a Antuco.

La columna de Beauchef asalto sorpresivamente Matancilla, donde las hermanas Rosario y Teresa Pincheira custodiaban trescientas cautivas forzadas a prostituirse en un burdel. Los soldados chilenos liberaron a las prisioneras y las enviaron a Chillán. Las hermanas fueron capturadas e indultadas. Siguiendo el río Varvarco, Beauchef atacó el campamento homónimo, descrito: «que las casas de paja de los jefes principales eran grandes y cómodas y que estaban rodeadas de numerosas casuchas de cuero fácilmente transportables que eran ocupadas por una población de familiares y cautivos que seguía a los montoneros». Bulnes y Carrero atacaron el refugio de «Butalón» ―en el arroyo Malal Caballo, al este del curso superior del río Neuquén― pero los hermanos Pincheira lograron refugiarse en «Atuel» del valle homónimo, en territorio nominal mendocino. En noviembre capturaban al cacique Neculmán. Beauchef y Bulnes avanzan al valle de las Damas y después a Pichachén, donde se unen al coronel Carrero, vuelven a Antuco a fines de marzo, donde estaban las reservas con Borgoño. Finalmente, tras las ofensivas fallidas de Lantaño y Barnechea Borgoño conseguía tomar la base principal de Varvarco.

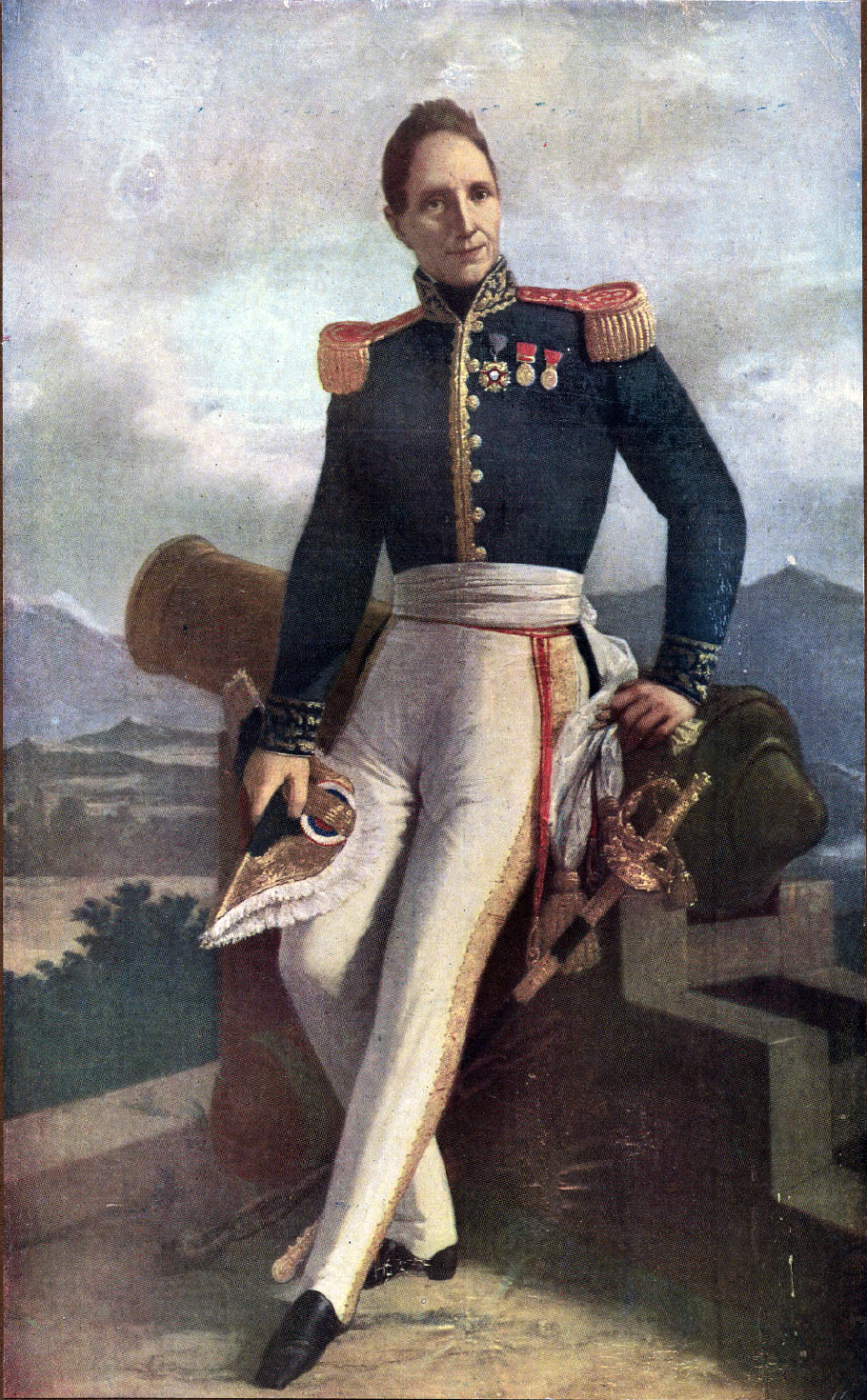
Retrato del general Borgoño, por Raymond Monvoisin.

El 4 de febrero de 1827 Senosaín y Tiburcio Sánchez se rinden a cambio de un indulto en Yumbel. Sus partidas incluían cuarenta españoles, algunos volvieron a su país (como el vizcaíno), otros se instalaron pacíficamente en Chile y otros se unieron a los Pincheira. Con estos últimos pudieron sumar más de cuatrocientos jinetes, la mitad desertores de los Cazadores de Chillán y el resto indios y campesinos. Otras fuentes hablan de quinientos «españoles» y más de mil indios y hasta 700 guerrilleros y 2000 lanzas. Los chilenos obligan a los habitantes de los valles de la región pincheirina a emigrar a Chile, 3000 cautivas, indios indultados y neutrales y prisioneros deben seguir al ejército chileno al otro lado de los Andes. Así se repoblaba Antuco y se vaciaba al territorio enemigo de su población. Era una «limpieza total», desconocida en la historia de las guerras de la Independencia. La columna de Bulnes también atrapo «900 caballos, 500 vacas y 6000 cabezas de ganado lanar». Los Pincheira eran obligados a dedicarse al oriente de la cordillera. Borgoño no pudo perseguirles y envió al cacique Coñoepán con 500 a 1200 conas (guerreros) en su lugar. Otras fuentes hablan de 900 a 1000. Le acompañaban treinta soldados del regimiento Cazadores a Caballo del teniente Juan de Dios Montero, estos cambiaron de bando pero acabaron entregándose en Carmen de Patagones. Montero se hizo sargento mayor en Bahía Blanca pero fue fusilado por orden de Rosas en febrero de 1830, acusado de conspirar con los indios contra el gobernador porteño. La incursión del cacique abajino duró hasta el año siguiente, aterrorizando a los vorogas, que abandonaron Neuquén con rumbo a las Grandes Salinas y se negaron a defender a los Pincheira para evitar ser atacados.
Creyéndolos vencidos, Beauchef ofreció una amnistía a los hermanos pero fue rechazado.

Febrero 10 de 1827: Señor Coronel Buchefe. De lo que prebiene del indulto no podemos porque no somos solos que peliamos pues ustedes saben que el portugues aliado se halla peliando en Buenos ayres i si ustedes gustan invernar invernen que no les hace ningun perjuicio. Bien bedo yo del que no tengo fuerzas para contra Restar con ustedes i aci si V. Me busca si me está a cuenta atacare i de no me andare por los campos.
José Antonio Pincheira. Repuesta al ultimátum de rendición enviado por el coronel Beaucheff.

### Conflictos en las pampas
Los forajidos llegaron a crear todo un sistema económico donde la principal fuente de ingresos era el ganado vacuno robado de las haciendas a ambos lados de la cordillera, sobre todo en las estancias rioplatenses, donde alentaban a vorogas, pehuenches y ranqueles a hacer malones. Luego los engordaban en los prados donde ubicaban sus campamentos ―Roble Huacho, Epulafquen, Varvarco, Malal Caballo y Atuel― y finalmente eran vendidos en las comarcas de Valdivia y Llanquihue donde llegaban siguiendo el «camino de los chilenos», recibiendo por contrabando armas y alcohol que distribuían entre los indios. Esas alianzas eran claves para que pudieran tener tal éxito por tantos años. La guerrilla también era rica en oro, gracias a sus robos. El apogeo de sus campañas contra el sur de las provincias de Mendoza, San Luis, Córdoba, Santa Fe y Buenos Aires fue de 1826 a 1828, en especial Bahía Blanca y la Sierra de la Ventana. Para mantener su control de dicho contrabando, los Pincheira debieron involucrarse en las guerras inter-tribales de las pampas.
En verano de 1827-1828 Bulnes comando una nueva incursión en territorio pincheirino, llevándose ganados y más de 2000 indios realistas. Después de esa campaña, Toriano y el capitán Antonio Zúñiga con 100 monárquicos se presentan en Bahía Blanca para firmar la paz. Posteriormente se enfocaron en atacar Mendoza, Melincué, Pergamino, Bahía Blanca y Carmen de Patagones para debilitar a Buenos Aires, que era su objetivo final y todos lo sabían. Se enfocaron en atacar a las tribus aliadas de Buenos Aires o Mendoza que vivían en las zonas fronterizas y se negaban a ayudarles en sus malones. En abril de 1828 atacan los alrededores de Fuerte San Rafael, quemando las estancias vecinas. Roban 3000 vacas, 5000 caballos y mulas y 6000 ovejas. Aprovechando que el gobernador mendocino, el federal Juan Reje Corvalán (1787-1830), había enviado al grueso de sus fuerzas a luchar en Córdoba, debilitando su frontera sur, José Antonio avanzó sobre Mendoza y en ella entró el 10 de julio, forzando al gobernador a firmar el Tratado de San Juan (también llamado de los Carrizos o de Carrizal) cinco días después. A cambio de recibir ropa, pertrechos, dinero y el grado de coronel y el cargo de «Comandante General de la Frontera del Sur» Pincheira debía salir de la provincia, custodiar la frontera sur, obedecer las órdenes del gobernador Corvalán e informar siempre de su paradero. El tratado también incluía que en caso de conflictos con un tercer agente, ambas partes estarían obligadas a dar su apoyo militar a la otra. De esta forma, José Antonio esperaba contar con la ayuda de Mendoza en una guerra defensiva contra Chile. Se conseguía un aliado y se cerraba un frente para centrarse en las operaciones bélicas contra Santiago. Pablo Pincheira y Hermosilla no aceptaron depender del gobernador de Mendoza y eso provocó el quiebre temporal en la banda. El tratado será clave, pues no solo debilitara el liderazgo de José Antonio y la cohesión interna del grupo, también lo alejará de los vorogas y ranqueles, lo que permitirá a Rosas negociar con ellos por separado. El 25 de agosto Pablo atacaba Fortaleza Protectora Argentina (Bahía Blanca), en la defensa participan Coñoepán y Montero. 

En la madrugada del 25 del actual vinieron los bárbaros a estrellarse contra la Fortaleza, en número de 400 a 450 hombres, entre ellos como 100 de tercerola; teníamos avisos anticipados y los esperamos desde medianoche; hice formar fuera a caballo la tropa disponible, en su totalidad 130 hombres y con los indios amigos del cacique Venancio y el capitán Montero, salimos a encontrarlos; ellos aguardaban y resistieron la carga pero el fuego de una pieza de que sacamos con nosotros los hizo retirarse, después de haber dejado en el campo 8 a 10 hombres.
Parte de Estomba

A finales de año atacaban las estancias de San Carlos, Tunuyán y Tupungato. Sus ataques debilitaron la posición del general golpista y unitario Juan Lavalle (1797-1841), pero su sucesor, un federal apellidado Rosas inició maniobras diplomáticas para debilitarlos. El federal sabía que la frontera sur, extensa y a cargo de cinco gobiernos provinciales a veces enfrentados entre sí era demasiado vulnerable a los malones.

### La Gran Seca
Entre 1827 y 1832, una terrible sequía conocida como la Gran Seca afecto las pampas. Todos los indios a ambos lados de los Andes eran hipófagos y tenían grandes ganados de caballos y ovejas, la sequía les hizo mucho daño. Los oasis de la pampa seca, las lagunas saladas y algunas zonas del territorio ranquel se volvieron refugios ferozmente disputados. La mayor población debido a la entrada masiva de migrantes araucanos y la lucha por recursos agudizó los conflictos tribales. Los indios de las pampas húmedas, como los tehuelches septentrionales, se presentaron ante los fortines de las fronteras para pedir comida, eran más vulnerables al clima, la fértil región se volvió un auténtico desierto azotado por tormenta de polvos y numerosos caudales se secaron; familias migraban con sus animales a orillas del Paraná, cuyo caudal estaban tan disminuido que se volvió un lodazal que atrapo y mató a miles de animales -en 1833 las lluvias torrenciales que pusieron fin a la sequía arrastraron a miles de cadáveres-. La frontera al oeste de Río Cuarto se vio menos afectada que la porteña. De hecho, los gobiernos de Santa Fe y Buenos Aires debieron tomar medidas en plena guerra civil para afrontar la pérdida de animales. Extrañamente, la necesidad de sobrevivir obligaba a los indios a buscar la paz con los blancos aunque también podía llevarlos a hacer algún «malón económico» para conseguir víveres -en cambio, con la abundancia podían producirse ataques para conseguir bienes de consumo inmediato por la dificultad para acumularlos-. Rosas saco provecho de esto, mediante el racionamiento de la ayuda desespero a los indios para que lucharan entre sí y obligaba a cada jefe a informar de sus movimientos y número de seguidores para recibir ayuda. Además, la crisis desalentó las incursiones de indios "chilenos" contra Buenos Aires. La mezcla de sequía y guerra con los araucanos llevó a los pampas a volverse verdaderos auxiliares de las fuerzas porteñas.
Así, las pampas eran sitio de una guerra triple. Primero, la ya mencionada que se daba entre las tribus por los escasos recursos naturales. Segundo, entre las guerrillas realistas -que esperaban la llegada de alguna expedición de refuerzo desde inicios de la década de 1820- y los independentistas republicanos. Y Tercero, entre las facciones que se disputaban el poder en las nuevas repúblicas -en Chile una coalición de pelucones, o'higginistas y estanqueros se enfrentaban a pipiolos y federalistas; en Argentina los unitarios combatían a los federales-. Curiosamente, muchos gauchos federales seguían a sus caudillos para oponerse al liberalismo económico pero había sido el deseo de las élites -especialmente la porteña- de eliminar los límites a la libertad de comercio una de las causas más importantes de la independencia.

### Abandono de los vorogas
Los vorogas eran apodados la Vanguardia de la Banda, al mando de Canuillán, en 1828 empiezan a luchar por Salinas Grandes, Leuvucó, Carhué, Caleufú, Chadi Leuvú y Cashuati. Tras vencer a pampas y ranqueles, se hicieron con esos territorios y buscaron la protección del gobernador de la provincia de Buenos Aires, Juan Manuel de Rosas (1793-1877). A través del emisario Eugenio del Busto (1811-1899) firmaron la paz en 1829 a pesar de la oposición de los representantes de los Pincheira en el campamento. Los montoneros son acorralados al sur de Mendoza y temporalmente no pueden intervenir en la guerra civil argentina. Los vorogas reconocen el gobierno federal y llevan oficiales y guías para demostrar que solo saquearan haciendas de unitarios.
Viendo la amenaza que representaban estos malones Rosas ya había convocado a un parlamento en Guanaco, cerca de Córdoba, que se celebró el 20 de diciembre de 1825 y al que asistieron cincuenta caciques ―entre ellos Toriano― con mil lanzas, consiguiendo la paz con varias tribus. Con esto Rosas iniciaba su carrera como manipulador en las relaciones intertribales de las pampas mediante regalos, promesas, pactos, amenazas y espionaje. Al ser comandante de la frontera se hizo conocedor de la lengua y cultura araucanas, de las ambiguas relaciones entre caciques y lo sorpresivamente cambiantes que podían ser las alianzas. Cuando se hizo gobernador cuatro años después era un intrigador experto. Llamaba a su política el «negocio pacífico» y tenía como fin último pacificar la región -buscó el apoyo de las autoridades chilenas y jefes araucanos porque los consideraba claves para su éxito-. Clave para el éxito de su diplomacia fue que siempre negoció con cada parcialidad por separado, obteniendo muchas veces aliados para las expediciones de castigo «más adentro» contra tribus que realizaban malones.

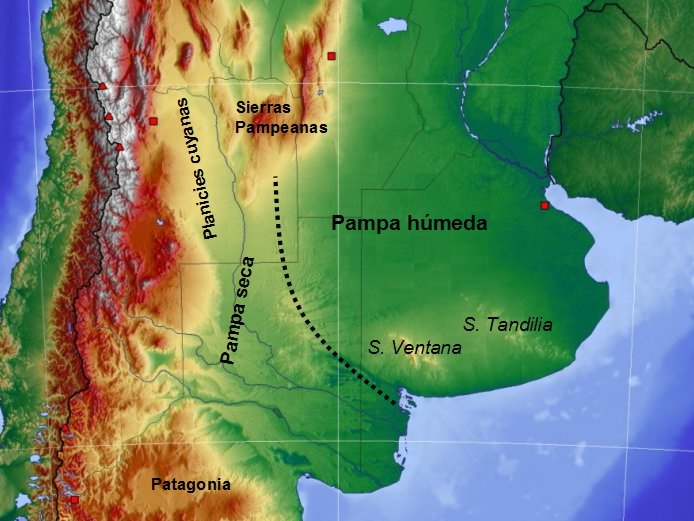
Mapa de la región pampeana.

Los hermanos se refugiaron en tierras del cacique pehuenche Chuica, al norte de Neuquén, su último aliado. A pesar de su debilidad, pensaron en asaltar Chillán y pidieron ayuda a Mariluán pero el cacique se negó a ayudarlos. Algo similar sucedió con Magin Hueno (quien se había negado a ayudarlos durante la expedición de Borgoño). Sabían que podían aprovechar el caos de las guerras civiles chilena y argentina. En enero de 1829 ranqueles de Yanquetruz y guerrilleros atacaban Punilla, Estanzuela y las Pulgas en San Luis. En septiembre José Antonio Pincheira con un centenar de blancos y otro tanto de indígenas, se presenta en Fuerte de Carmen de Patagones para parlamentar. El comandante José Gabriel de Oyuela arresto y ejecutó a dos parlamentarios enviados. El guerrillero intenta asaltar el fuerte pero fracasa. Mientras Pablo azolaba los campos de Colchagua, San Fernando y Talca.

### Guerras civiles argentinas
A comienzos de 1830 la montonera pincheriana se preparaban para atacar Salto y Tandil, exigiendo las cabezas de los caciques Catriel, Cachul y Coñoepán para empezar a negociar. En enero de 1830 lanzan «La Gran invasión» con 1200 indios contra Río Cuarto. Rosas sabía que al final atacarían Buenos Aires según los informes que llegaban desde Córdoba y Mendoza. Buscó aliarse con Coñoepán y Toriano (esto último no lo logró). Inicialmente, José Antonio apoyo a Corvalán contra los unitarios cordobeses del general José María Paz (1791-1854), pero el mendocino fue fácilmente vencido y obligado a refugiarse en territorio pincheirino según lo estipulado en el tratado. Sin respetar lo pactado, el 11 de junio los caciques pehuenches Coleto y Mulato perpetraron la matanza de El Chacay, cerca del fortín de Malargüe. Corvalán y sus treinta compañeros son asesinados, incluyendo Juan Agustín Maza (1784-1830), y los hermanos se acercaron a solo 8 leguas (40 km) de la Mendoza. La matanza tuvo terribles consecuencias para José Antonio, ponía fin a su alianza con Mendoza y lo volvía objetivo de los caudillos federales Estanislao López (1786-1838) y Facundo Quiroga (1788-1835). Los unitarios respondieron lanzando una expedición de castigo. A mediados de año, los federales contaban con el apoyo de los principales enemigos de los hermanos: Coñoepán, pampas y ranqueles -se debe recordar que las alianzas eran cambiantes y ninguna etnia poseía un mando único, de hecho, algunas parcialidades ranqueles luchaban por los unitarios-.
Esta acción decidió a Rosas a preparar una ofensiva conjunta con el gobierno chileno de José Joaquín Prieto (1786-1854) y Diego Portales (1797-1837), que también empezaba a dimensionar el peligro que aún eran los Pincheira. A la larga, las guerras civiles en ambos países impidieron la maniobra. Tal como había sido en 1825, entre 1829 y 1830 los Pincheira lanzaron incursiones muy al norte de sus terrenos habituales de operaciones. En ambas ocasiones habían aprovechado el colapso del gobierno central y la guerra civil para atacar las provincias chilenas que además de autogobernarse debían autodefenderse.
Rosas explotó la división en la guerrilla pincheirina para convencer a los ranqueles Currutripay, Catrilén, Faustino Millapán y Yanquetruz y a Pablo Pincheira de atacar Río Cuarto en agosto de 1831, cuando fuerzas unitarias ocupaban la ciudad. Esto le permitió a Rosas justificar una ofensiva en las pampas y formar una alianza con los ranqueles. Ahora, el gobernador de Buenos Aires contaba con un cinturón defensivo de tribus aliadas y estaba aislando a la montonera. Además, Coñoepán estaba en Bahía Blanca con mil o dos mil lanzas abajinas y vorogas y era su nuevo aliado. Rosas incumplió parte del pacto con Pablo y este término atacando la frontera porteña. Los pincheirinos se reconcilian bajo las órdenes de José Antonio a mediados de 1831 y se ponen del lado del gobernador mendocino, el unitario José Videla Castillo (1792-1832), pero este es vencido por el riojano Quiroga en Rodeo de Chacón. Ese año los federales lanzaron una campaña de castigo contra los pehuenches desde el Fuerte San Carlos, logrando apoderarse a la larga del fértil Valle de Uco,

## Batalla final

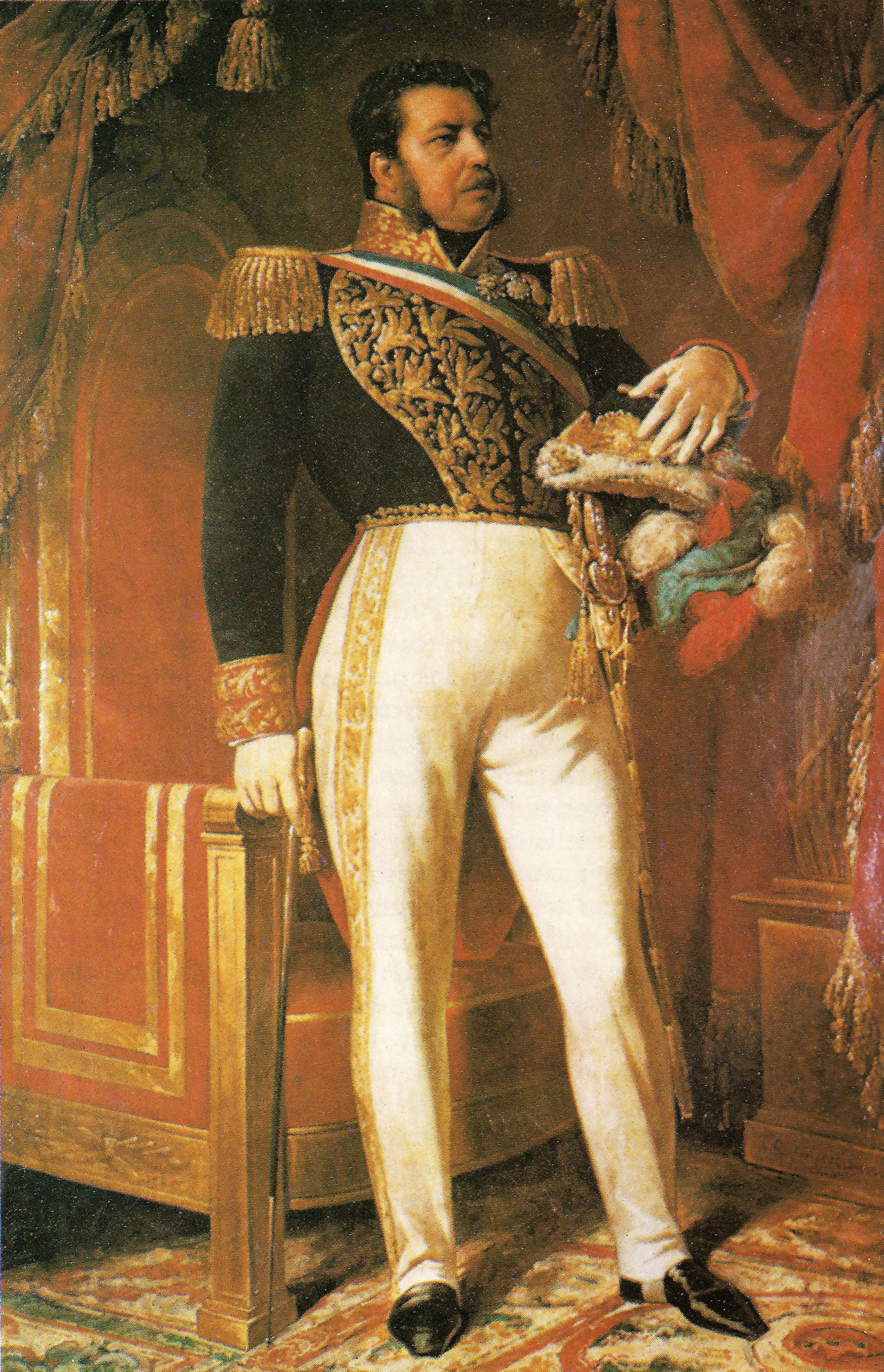
Retrato de Manuel Bulnes.

Aprovechando que el caudillo riojano Facundo Quiroga estaba en la provincia de Mendoza, fue invitado a eliminar a los Pincheira por el gobierno de Chile, que inició una serie de maniobras que consiguieron distraer a los cuatreros del verdadero peligro al otro lado de la cordillera.
Decidido a eliminar definitivamente a la banda, el general Bulnes atacó por sorpresa el campamento de Roble Huacho con el batallón Carampangue el 13 de enero de 1832, atrapando y fusilando a Pablo Pincheira y a sus subordinados Julián Hermosilla, Pedro Fuentes y un tal Loayza. Cruzó la cordillera de los Andes hacia el territorio del Neuquén por Alico con 1000 hombres (algunos hablan de hasta 2000) y en una emboscada arrasó con ellos en la batalla de las lagunas de Epulafquen (36°50′40″S 71°01′43″O / -36.84444, -71.02861) en la madrugada del 14 de enero, en el lugar en donde tenían su campamento. A la banda solo le quedaban 200 guerrilleros armados con fusiles, carabinas y escopetas capturadas principalmente y 150 lanceros pehuenches, más sus familias y rehenes. La mayoría de los pincheiristas murieron en el ataque, entre ellos los caciques Neculmán, Coleto y Trenquemán. En total, tuvieron 200 muertos, 600 hombres capturados y uno o dos millares de cautivas con varios miles de niños. Unas dos a tres mil personas fueron enviadas a repoblar Antuco y el Laja. Inicialmente se había planificado fundar una villa con ese contingente humano cerca del Biobío como barrera contra ataques mapuches, pero se asumió que dejarlos todos reunidos y cerca de los indígenas era demasiado peligroso. Para entonces era obvio que la posibilidad de una reconquista española era una quimera, demostrando la inutilidad de todo nuevo esfuerzo.
José Antonio escapó hacia el Atuel, siendo perseguido por el capitán Zañartu con 80 soldados, pero no lograron alcanzarlo. Bulnes ordenó al ex pincheirista José Antonio Zúñiga dirigirse al Atuel con 100 hombres y luego se retiró hacia Chillán con 40 000 cabezas de ganado. José Antonio finalmente se entregó y recibió un indulto del presidente Prieto. Zúñiga logró que José Antonio Pincheira se dirijera con sus fuerzas a Chillán para entregarse el 11 de marzo. Será indultado gracias a las numerosas peticiones de sus rehenes. Contratado como empleado en la hacienda del presidente Prieto, el último de los Pincheira, José Antonio murió como un legendario anciano.

## Consecuencias

### Independencias: fragmentación, autoritarismo y caudillos militares
Según estudiosos representantes del tradicionalismo ibérico, como José Manuel González y Fernández-Valles (1906-1977), las guerras de independencia de Hispanoamérica significaron lo que la reforma protestante en el siglo XVI, la destrucción de una unidad político-religiosa que existía en torno a la Iglesia; equiparando la Cristiandad occidental medieval con la «Monarquía Católica Española». Además, la «Desmembración del Católico Hispano Imperio» supuso el «natural auge de Inglaterra», es decir, a comienzos del siglo XIX los conflictos vividos por tres centurias entre ambas potencias acababan con la decisiva victoria londinense.
A partir de 1810 algunas regiones de los extensos dominios de la corona madrileña en Indias se convirtieron en «focos de la rebelión», como las «capitales coloniales» de Buenos Aires, Caracas, Bogotá, Cartagena o Santiago. Otras se posicionaron como baluartes del fidelismo, como los virreinatos de México y Perú, verdaderos puestos de mando desde donde se organizaron campañas para sofocar los movimientos revolucionarios. Hubo ciudades como Montevideo -poblada en su mayoría por españoles-, Maracaibo, y Coro que apoyaron al fidelismo por rivalidad tradicionales contra las ciudades que eran núcleos revolucionarios. Después de que los baluartes virreinales cayeran, la guerra quedó decidida y, sin embargo, algunas comarcas siguieron fieles al gobierno español por largo tiempo.
Algunas regiones, como Cuba o Puerto Rico, consiguieron mantenerse en calma, cuyas élites apoyaron a España para evitar una rebelión servil y supieron modernizar las estructuras coloniales ante el rápido proceso de cambio vivido. Probablemente la mayoría de la población prefería conseguir una mayor autonomía dentro del imperio, pero el fracaso del proyecto federal gaditano y la decisión de Fernando VII de resolver todo por la vía armada para volver a la situación anterior a 1808 significaron una radicalización del movimiento. Significaba independizarse o perecer para sus dirigentes. La restauración del rey, que lleno de esperanzas de reconciliación y reforma se mostraba decepcionante.
A diferencia de la independencia estadounidense, donde el proceso se inicia producto del deseo de mayor control político-económico del centro imperial (Inglaterra) sobre una periferia tradicionalmente autónoma (Trece Colonias), y donde la insurrección exigía inicialmente una unidad más equitativa -representación en la Cámara-, y al verse que Londres aceptaría algo así, llevó a la ruptura definitiva; el caso hispánico comienza por el colapso de la cabeza, al ser invadida la península y aprisionada la familia real, permitiendo a los criollos hacerse con el gobierno de sus territorios para asegurar su independencia de un invasor que parecía conquistar toda España. Debido a que los británicos eran aliados de los españoles en la guerra contra el francés en Europa, no podían apoyar abiertamente a los revolucionarios hispanos. En consecuencia, los caudillos patriotas dependían de sus propias dotes de mando para movilizar los recursos de poblaciones cuyo apoyo siempre era limitado, esto significó que el estamento militar y el mando personalista tendrían una gran influencia en los primeros años de las nuevas repúblicas. Debido a las rivalidades entre estos caudillos, los distintos focos revolucionarios jamás pudieron unificarse. De hecho, a diferencia de lo vivido en Norteamérica, nunca hubo una autoridad ni ejército comunes para todos estos que sirviera de precedente, cada región consiguió su independencia de modos y en tiempos muy distintos -por ejemplo, a Perú, principal núcleo fidelista en Sudamérica, prácticamente hubo que imponerle con invasiones la independencia-.
Los nuevos territorios independientes compartían una religión e idioma comunes, pero solo oficialmente; las distancias eran demasiado grandes, las comunicaciones lentas y los lazos comerciales débiles. El imperio jamás ejerció su autoridad de forma única -nunca hubo un solo gobernante para todos esos territorios, sino varios que respondían ante una cabeza que estaba en España-. La administración colonial -predominantemente de carácter civil, aunque las reformas borbónicas habían hecho crecer la influencia del estamento militar al aumentar la presencia de tropas de línea en las costas y fronteras y reformado las milicias del interior que les daban apoyo- era muy intervencionista, al menos en teoría, pues su eficacia para imponerse en la realidad variaba. Desaparecida esa fuerte presencia se perdía el vínculo más fuerte que tenían entre sí las provincias de ultramar.

Las dificultades para conservar cualquier apariencia de unidad en la emancipada América española eran exacerbadas no sólo por su inmensidad y extrema diversidad geográfica y climática, sino también por la fuerza de las tradiciones locales y regionales que se habían desarrollado a lo largo de tres siglos de gobierno imperial. Los límites administrativos y jurídicos que demarcaban virreinatos, audiencias y unidades territoriales menores habían cuajado lo bastante para proporcionar unas coordenadas para la formación de lealtades a una multitud de patrias definidas con mayor nitidez que la patria americana general que los rebeldes trataban de liberar.

Los núcleos independientes no se habían librado de Madrid para quedar para dominio de sus pares. Rivalidades entre grandes capitales que venían el periodo colonial, como Bogotá-Caracas, fueron claves para impedir toda unidad posterior a la independencia, en ese caso específico fue clave para la disolución de la Gran Colombia. Dentro de los mismos países también, en Chile entre Santiago y Concepción, garantizando guerras civiles hasta la victoria definitiva de la primera. Para detener la anarquía en que habían caído sus países, sus dirigentes simplemente recurrieron a reproducir la administración intervencionista que conocían, con un Estado centralizado, una aristocracia muy unida y mantener el orden jerárquico heredado de la Colonia -destacando el caso chileno-. Desde el principio, los criollos se mostraron poco proclives a renunciar a su dominio sobre las otras etnias en nombre de la igualdad.
En palabras del historiador cántabro Tomás Pérez Vejo (n. 1966), los nuevos países se constituyeron a partir de los territorios controlados por sus capitales, que antes eran cabezas de virreinatos, audiencias e intendencias. La estabilidad de estos países dependió de la capacidad de cada clase dirigente capitalina para imponerse dentro de sus fronteras, por lo que en algunos estados fue más rápido que en otros -esto dependía de factores como la riqueza de la propia capital y del estado, la lealtad del ejército, la eficiencia institucional, la existencia de conflictos étnicos, regiones capaces de disputar su dominio, caudillos personalistas o divisiones ideológicas dentro de esa élite-. Fue después de la independencia que lentamente dichas oligarquías capitalinas construyeron la idea de nacionalidad y su relato histórico en cada caso.

### Expedición de Rosas
El aliado de los Pincheira y vencedor de tehuelches y puelches, el cacique Chocorí, ocupaba Choele Choel y lanzaba malones contra las estancias porteñas. Le seguían 2000 indios y blancos renegados. Rosas formó un cuerpo expedicionario de 140 oficiales y 2000 soldados, principalmente caballería, entre 1833 y 1834, pacificando por varias décadas la frontera sur. Esta campaña estaba planeada originalmente para 1831 y se esperaba hacer junto a tropas chilenas contra los Pincheira pero las guerras civiles lo impidieron. Se estiman en 4000 indios muertos y 1500 capturados más 1000 cautivos liberados. Algunas fuentes hablan de 6000 indios muertos y otros 4000 capturados por Bulnes, Quiroga y Rosas en esos años. Chocorí murió en combate y le sucedió su joven hijo Valentín Sayhueque (1818-1903) como jefe de una confederación tribal apodada manzaneros o mamulches. Durante las décadas por venir se negara a participar en los malones organizados por otros caciques. Gracias a esa paz y la fertilidad de sus tierras, los manzaneros se convirtieron en un pueblo poderoso, diez a quince mil almas, mil quinientos capaces de luchar.

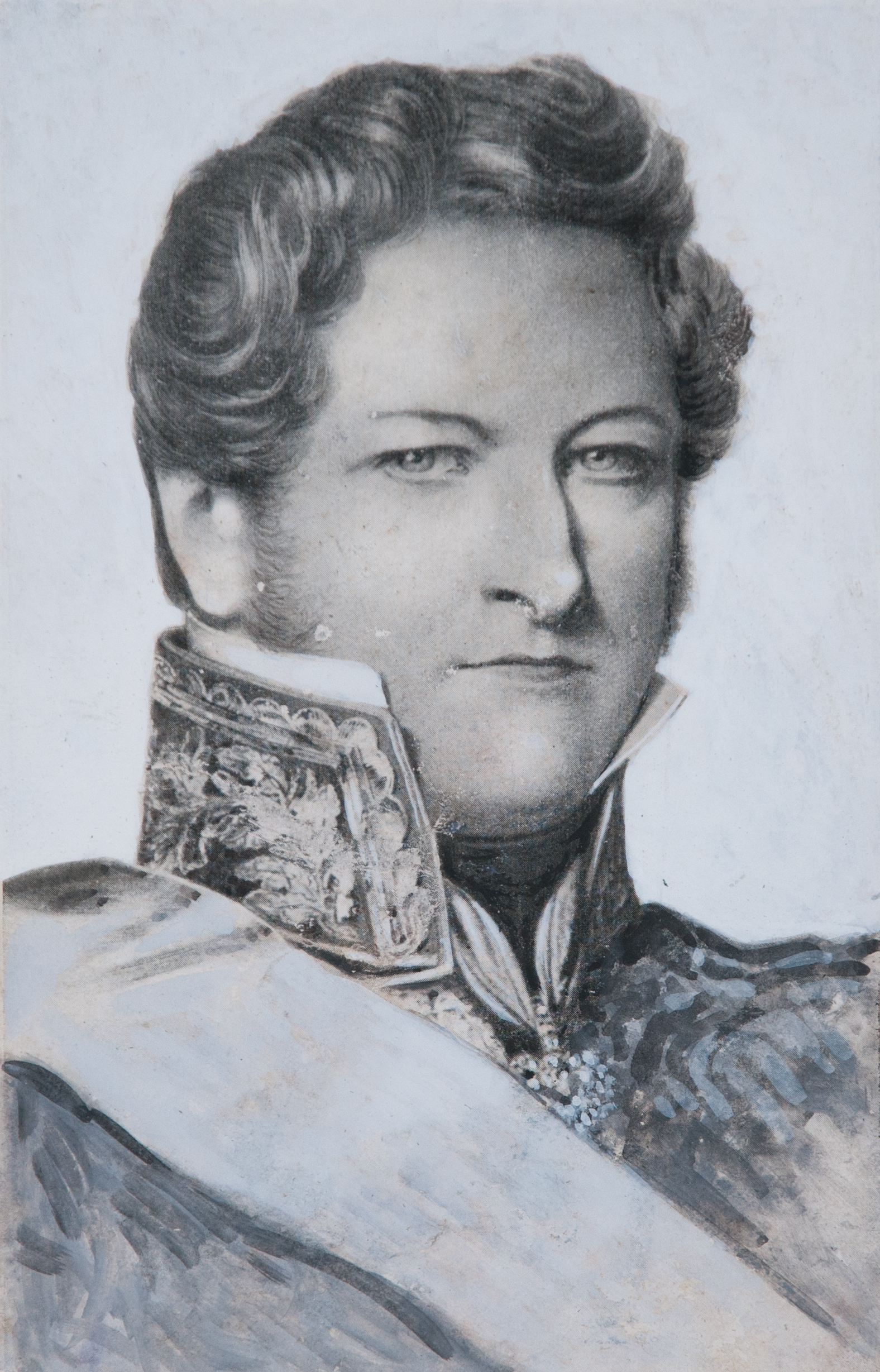
Retrato de Juan Manuel de Rosas.

Los vorogas vieron con malos ojos la expedición cuando paso por sus territorios, cuando Rosas siguió avanzando se sublevaron y las guarniciones de Bahía Blanca y Patagones tuvieron que dominarlos al mando del coronel Martiniano Rodríguez (1794-1841) y doscientos jinetes de un escuadrón de dragones del coronel Manuel Delgado (1790-1857). También se contrataron indios para espiar a sus caciques. Los vorogas permanecieron en una tensa paz con Rosas. Cuando se les pidió liberar a sus cautivos se negaron y nada se hizo.
Por su parte, los pehuenches quedaron derrotados. Se mantendrán apartados de los conflictos con los nacientes Estados hasta finales del siglo, aunque no de las guerras endémicas entre las tribus, siendo permanentes aliados de los salineros y los arribanos. Su principal cacique, Toriano, cruzó en 1830 los Andes con 1500 o 2000 guerreros pehuenches y huilliches, incluido Juan Calfucurá (c.1790-1873). Su objetivo era acabar con los vorogas que habían vencido a los pampas, tehuelches y huilliches, amenazando con unificar el territorio pampeano con un poder hostil. En noviembre devastó las tolderías de los vorogas con un feroz malón. Finalmente, en 1832 fue vencido y muerto por los ranqueles y vorogas de Cañiuquir y Yanquetruz. De sus 2000 seguidores tres cuartos volvieron inmediatamente al oeste de los Andes tras saber que se estaban atacando sus hogares, Calfucura y unos pocos se refugiaron en tierras de los manzaneros, pero los vorogas seguían temerosos que los invadieran.
Coincidentemente, las migraciones se dan con un reordenamiento de la distribución social del trabajo en la Araucanía, el mercado chileno exigía más importaciones de ganado pampino, el mercado argentino se cerraba a las exportaciones por la guerra y la sequía, el racionamiento y enrolamiento entraban en efecto y los terratenientes porteños hacían presión por obtener tierras. Los araucanos deseaban cada vez más productos europeos y para eso necesitaban ganados caballares y ovinos para comercial. Por otro lado, que la frontera argentina estuviera cerrada significaba que los indios pampinos dependían de la Araucanía para obtener lo que deseaban.

### Ascenso de Calfucurá
El gran ganador de la guerra parecía ser Coñoepán, dominaba la Araucanía, tenía más de 4000 guerreros, era aliado de Santiago y Buenos Aires y poseía gran influencia ambos lados de los Andes. Sus rivales entre los abajinos, los Colipí, que podían movilizar mil lanzas, se les había sometido. Además, los ejércitos de Mariluán y Mangin Hueno habían pasado de dos o tres mil conas a unos pocos centenares. Sin embargo, tras la batalla de Lircay, los «malales» o corrales fortificados de sus familiares fueron arrasados por los vencedores debido a su apoyo a Freire.

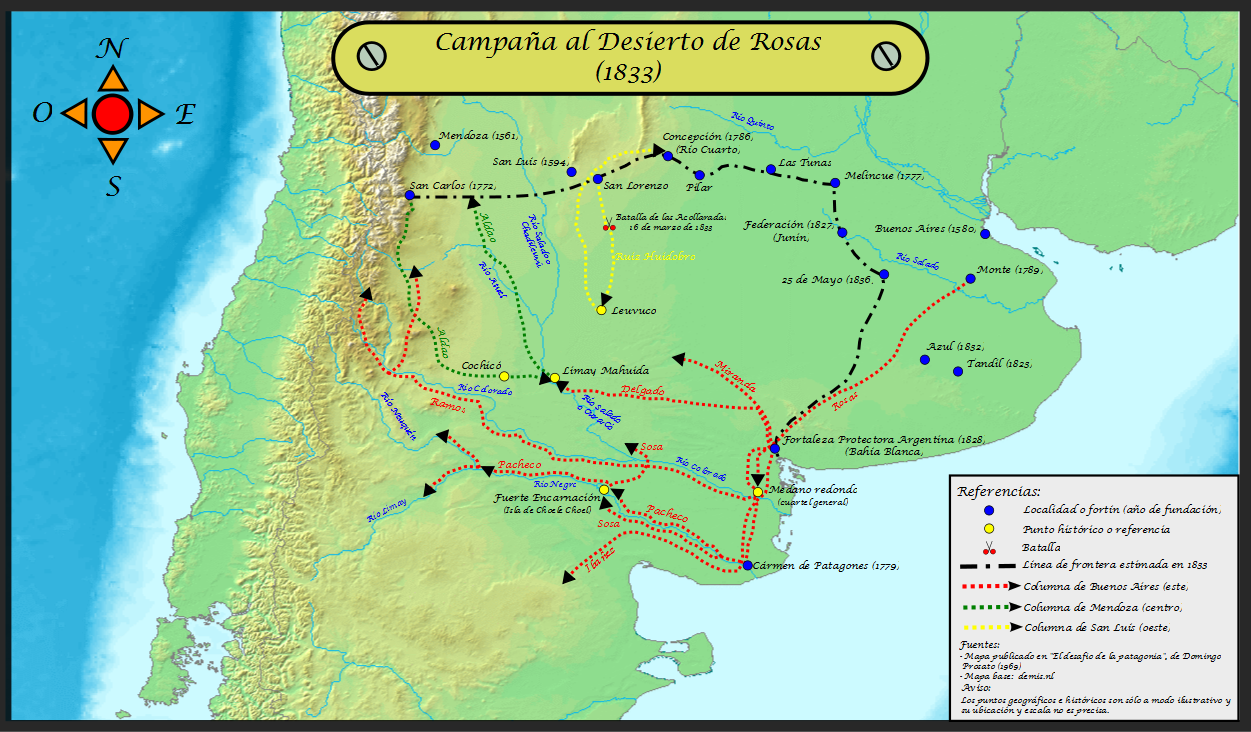
Mapa de la campaña de Rosas al Desierto.

Calfucurá mandaba una pequeña banda de un centenar de conas con los que vago por años en la región, restos del ejército de Toriano. Despiadado y astuto, invitó a los jefes vorogas a una reunión comercial en Masalle (cerca de la laguna Epecuén) el 9 de septiembre de 1834. Estos estaban desarmados cuando los atacó. Mueren los jefes Rondeau, Melin (Melingueo), Alun y Callvuquirque (Caefuiquir) junto a cientos de sus guerreros y familiares más numerosos heridos. Calfucurá tomaba el mando de los vorogas de un solo golpe. Contaba con el apoyo de Rosas, temeroso por el poder alcanzado por los caciques vorogas. Los vorogas empezaran a ser llamados chadiches o salineros, uniéndoseles araucanos, huilliches y tehuelches hasta formar una heterogénea confederación. Poco después, Yanquetruz se alió con Calfucurá y el araucano se casó con una de sus hijas, aunque nunca dejaron de tener roces. Calfucurá había estado en otras ocasiones en las pampas. En 1827 acompañó a sus hermanos y 2000 lanzas en un malón.
El único jefe voroga sobreviviente, Ignacio Coliqueo (1786-1871), huyó con Yanquetruz y después volvió a Boroa, lanzando malones en las pampas. En 1861 se alió con Buenos Aires y se instaló con su gente en las pampas, ayudando en la Conquista del Desierto. Coñoepán atacó a Calfucurá en 1836, pero sin tener apoyo de Rosas, fue arrestado por los porteños y murió en prisión ese mismo año. Con su fallecimiento Lorenzo Colipí aprovecha para hacerse con el control de los abajinos, pero al morir poco después la tribu se dividió entre jefecillos locales, la hegemonía arribana se hace incuestionable hasta la segunda mitad de la centuria. Los Colipí y los Coñoepán fueron rivales por el favor de Santiago. Al final, los militares chilenos apoyaron a los segundos durante la pacificación de la Araucanía, llevando a los primeros a aliarse con los arribanos.
En agosto de 1837 los vorogas de Boroa, al mando de Juan Railef o Raylef, enviaron una hueste de 1500 a 2000 lanzas contra Calfucurá, pero Railef se desvió y lanzó un malón contra Bahía Blanca. El araucano lo embosco con un millar de conas cuando regresaba, mueren el cacique voroga y quinientos indios. El hábil Rosas negoció la paz con Calfucurá en 1841, logrando su apoyo para que las tribus no sometidas en la campaña de 1833 se sometieran. La alianza se mantuvo hasta la caída del porteño en 1852 en Caseros. A partir de entonces la paz se rompe y Calfucurá lanzara varios malones en la frontera durante el siguiente cuarto de siglo para ayudar a los federales.
Tras la derrota de los Pincheira y sus aliados, la situación en las pampas era de un progresivo debilitamiento de las autonomías tradicionales de las tribus indígenas a uno de alianzas y dependencias entre ellas donde la cabeza era Calfucurá, personaje que a fines de la década siguiente había vencido a todos sus rivales y conseguido numerosos aliados, unificando toda la región pampeana. Por esos años también se hizo con el norte de la Patagonia al hacer la paz con Sayhueque, todas las parcialidades del Ulmanato ranquel y los tehuelches septentrionales de Casimiro Biguá (1818/1819-1874).
Los arribanos eran liderados por José Santos Quilapán (m.1874/1875), electo jefe único de su tribu hacia 1866 e hijo de Hueno y suegro del poderoso líder pehuenche Feliciano Purrán -capturado por tropas argentinas en 1875- Procurarían fortalecer sus alianzas con Calfucurá, pehuenches (que controlan los pasos cordilleranos), federales argentinos y liberales chilenos -específicamente de Concepción- contra el centralismo de Buenos Aires y Santiago. Neutralizando a sus rivales, los abajinos de las familias Colipí y Coñoepán, los pampas del cacique Cipriano Catriel (1837-1874) y los vorogas de Coliqueo. La prematura muerte de Quilapán y Calfucurá y la captura de Purrán puso fin a la alianza, sin un mando único, fue posible la anexión de los territorios por Chile y Argentina.

### Zona de Chillán
Según el historiador chileno Gabriel Salazar (n.1936), durante el siglo XIX se vivió un periodo en que la mayor parte de la tierra cultivable del país quedó en manos de grandes hacendados. Los pequeños propietarios se volvieron inquilinos o peones vagos. Solamente al sur de Talca, particularmente el territorio chillanejo, se libró de ese proceso por ser un territorio bélico.